# Darts

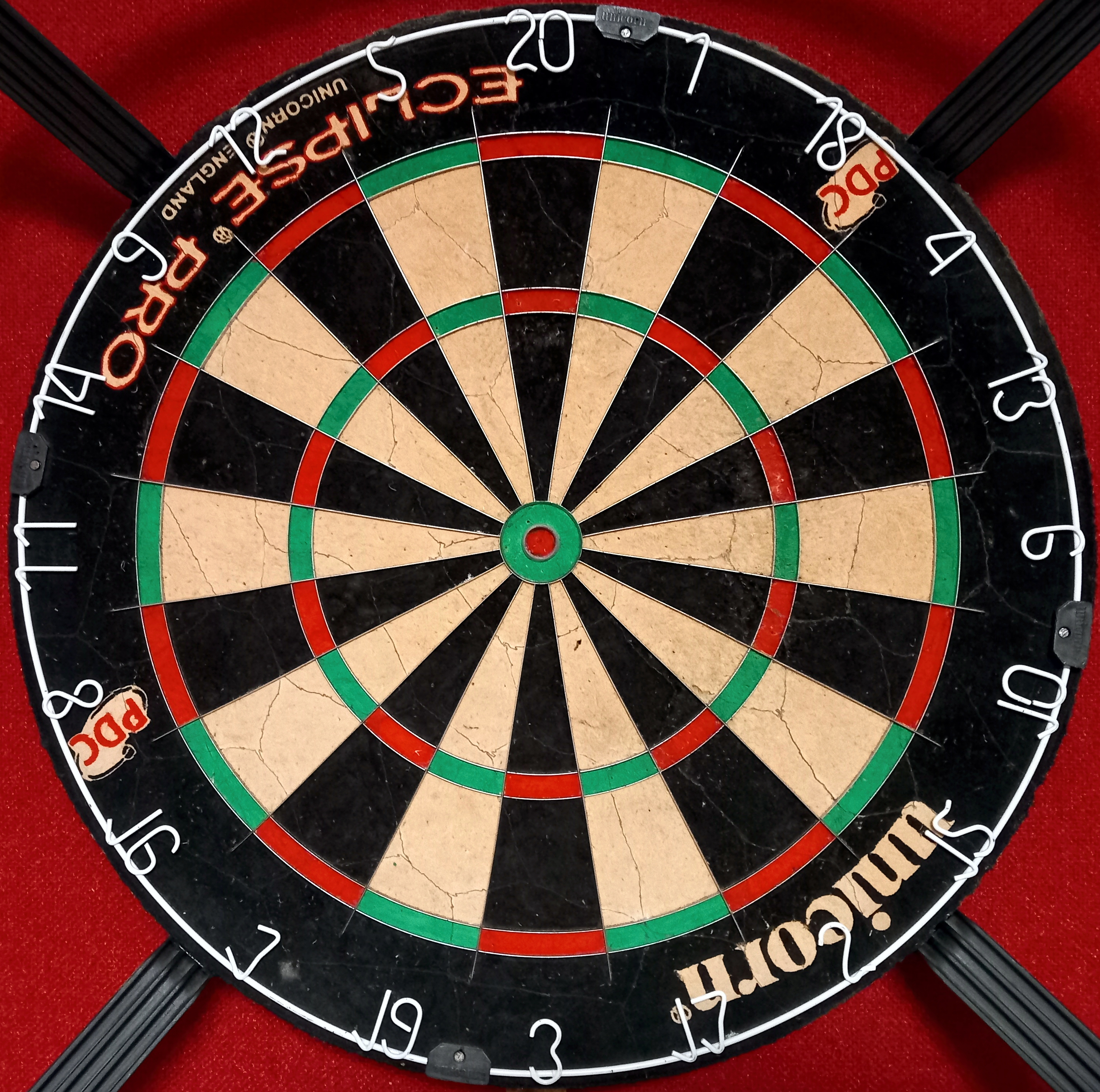
Steeldartboard

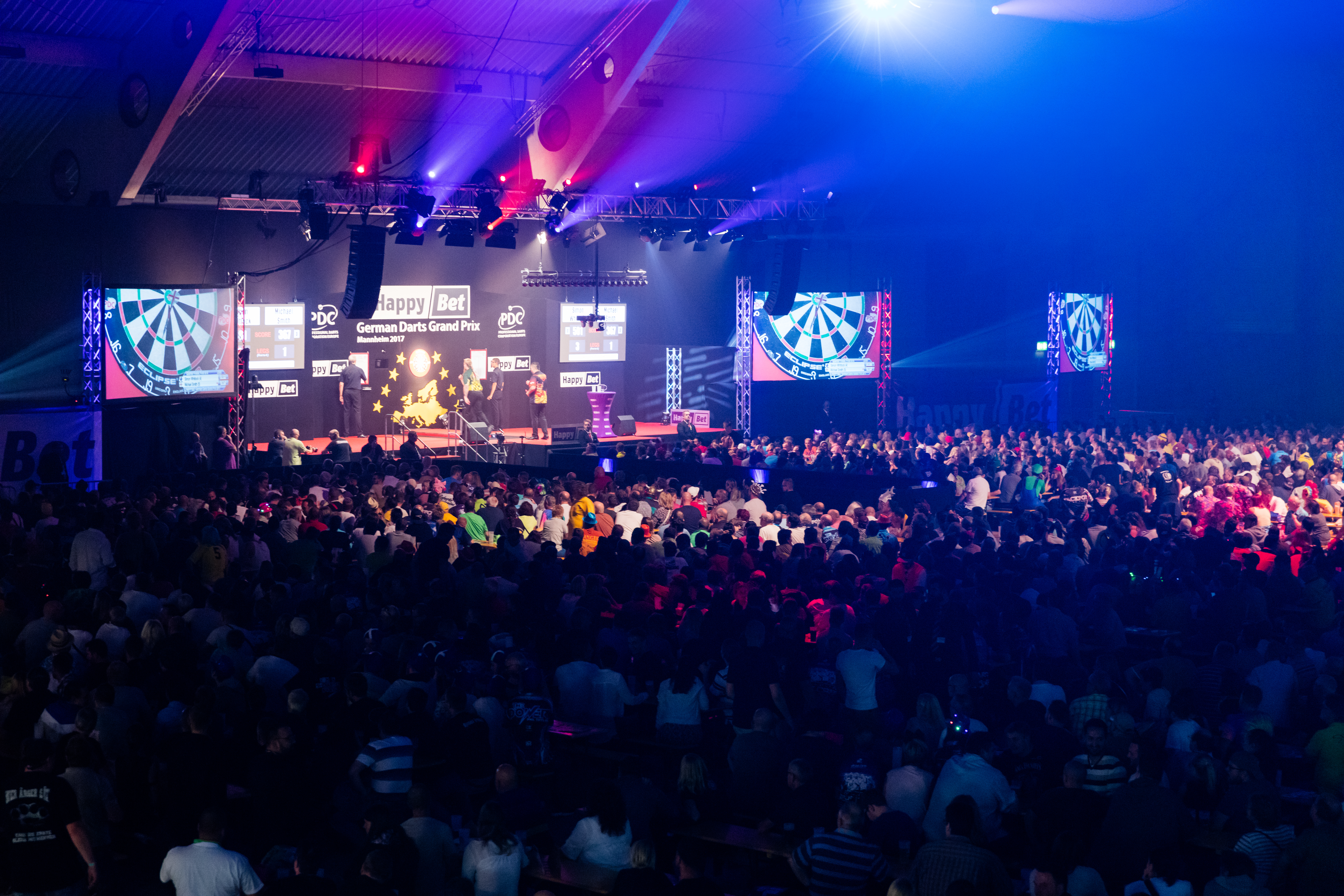
Ein Dart-Turnier vor Publikum

Darts, auch Dart (süddeutsch Spicken/Spicker/Spickern), ist ein Geschicklichkeitsspiel, eine Wurfsportart und ein Präzisionssport, bei dem mit Pfeilen (den Darts, süddeutsch Spickern) auf eine runde Scheibe (die Dartscheibe) geworfen wird.

## Entstehung

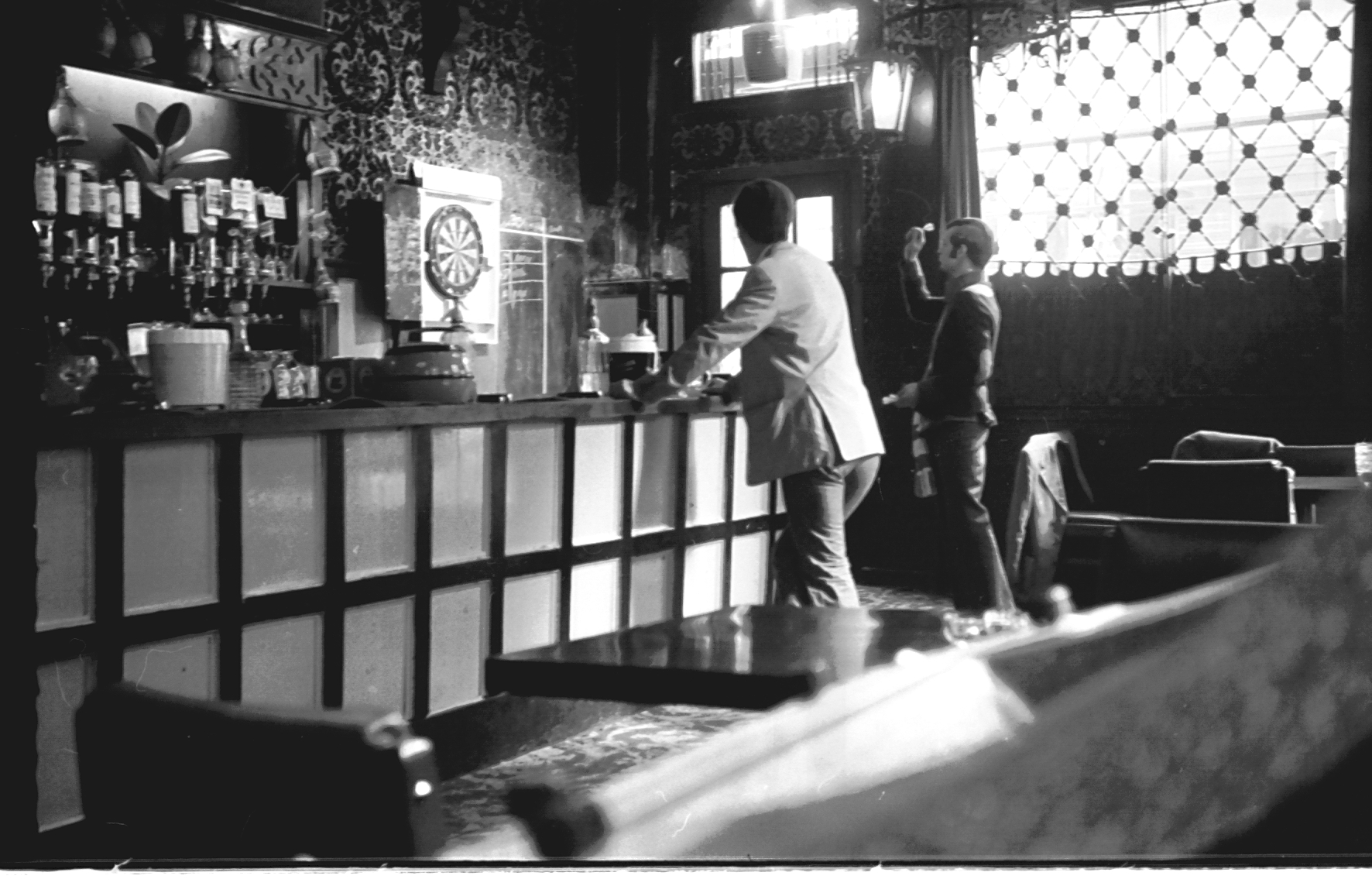
Darts in einem Londoner Pub

Aufzeichnungen aus dem 19. Jahrhundert lassen vermuten, dass das Vereinigte Königreich das Mutterland des Darts ist. Der Name jedoch stammt aus dem Französischen. Die Franzosen pflegten bei Schlachten kleine speerähnliche Wurfpfeile als Waffen einzusetzen – die Darts. Auf den britischen Inseln war diese französische Waffe ebenfalls bekannt. Angeblich schenkte Anne Boleyn ihrem Mann Heinrich VIII. einen Satz dieser Pfeile. Trotz der Herkunft wird das Spiel in Frankreich Les fléchettes genannt.
Nach Keith Turner sind die Darts die jüngsten pfeilähnlichen Waffen. Sie entstanden nach seiner Recherche vor 2400 Jahren. Pfeil und Bogen wurden vor 30.000 Jahren erstmals verwendet, Wurfspeere bereits vor 400.000 Jahren.
Als Plumbata kamen bei den Römern kleine, mit Bleigewichten beschwerte und mit Widerhaken versehene Wurfpfeile zum Kriegseinsatz. Dabei stammt der Name vom eiförmigen Bleigewicht, das die Eisenspitze mit dem Schaft aus Holz verband. Die Spitze hatte meist drei Widerhaken. Der lanzenartige Schaft war recht kurz und hatte ein Leitwerk. Im Byzantinischen Reich ordnete der Feldherr Belisar, der unter dem römischen Kaiser Justinian I. diente, seinen Infanteriesoldaten an, dass sie drei dieser kurzen Wurfspeere in ihren Schilden befestigen sollten. Strategisches Ziel dieser Maßnahme war es, der gegnerischen Kavallerie ordentlich zuzusetzen. Ob Pferde oder Reiter verletzt wurden, war zweitrangig, solange die Bewegungsfreiheit der gegnerischen Kavallerie dahin war. Selbst Rüstungen konnten kaum einen Schutz gegen diese durchschlagkräftigen Waffen bieten. Die leicht bewaffneten Schleuderer (Ferentarii oder auch Matiobarbulii genannt) wurden für solche Einsätze kurzzeitig aus den hinteren Reihen nach vorn beordert, um die gegnerischen Truppen in Unordnung zu bringen und dann wieder hinter den schwer bewaffneten Lanzen- und Schwertkämpfern ihren Platz einzunehmen. Funde von Plumbatae aus verschiedenen Ländern belegen, dass diese nicht nur im oströmischen Reich eingesetzt wurden. Selbst in Deutschland (Haltern) hat man derartige Funde aus dem 1. Jahrhundert gemacht, was durchaus die Annahme zulässt, dass Plumbatae, wie so oft als effektive Waffen von außen in die römischen Truppen übernommen wurden – also keine römische Erfindung sind.
Der Dartsport entstand wahrscheinlich zwischen 1860 und 1898. Im letztgenannten Jahr ließ ein Amerikaner die ersten für Darts entwickelten Papier-Flights (Flügel am Ende des Schaftes zur Stabilisierung des Flugverhaltens) patentieren. Die ersten sportlichen Wettbewerbe fanden Anfang des 20. Jahrhunderts in Großbritannien statt.
Im Jahre 1896 legte Brian Gamlin, ein Zimmermann aus Lancashire, die Einteilung der Zahlen auf der Dartscheibe fest. Im Jahre 1898 lösten Papierflügel die bis dahin verwendeten Truthahnfedern ab. 1901 erschien im Stationer, Printer & Fancy Trades Register die erste bekannte Anzeige über Dartboards. Im Jahre 1902 vermeldete eine Lokalzeitung aus Lancaster die ersten Dartwürfe mit der höchsten Punktzahl von 180 Punkten. Im Jahre 1906 wurde in Yorkshire der bis dahin hölzerne Dartkörper durch Metall ersetzt.
Im Jahre 1908 wurde das Dartspiel zum Geschicklichkeitsspiel erklärt – mit der Folge, dass es nun in Pubs gespielt werden durfte. Es wird berichtet, dass der Gastwirt Jim Garside, Inhaber des Adelphi Inn in Leeds, wegen Wetten auf ein Glücksspiel (nämlich Darts) angeklagt war. Während der Gerichtsverhandlung gegen ihn ging er mit Unterstützung des besten Dartspielers der Gegend, William „Bigfoot“ Anakin, in die Offensive. Es wurde eine Dartscheibe im Gerichtssaal aufgehängt und Anakin bewies dem Gericht seine Treffsicherheit, indem er dreimal die 20 traf. Ein Gerichtsdiener, der ihm nacheifern wollte, traf nur mit einem Pfeil die Scheibe, woraufhin Anakin die Demonstration seiner Treffsicherheit nochmals steigerte, indem er dreimal die zweifache 20 traf. Von so viel Können waren die Richter beeindruckt und fällten das Urteil: This is no game of chance – Dies ist kein Glücksspiel.

## Dartscheibe

Standardisiertes Dartboard

Ergebnisse für jede Region einer Dartscheibe (nicht maßstabsgetreu)

### Segmente
Ähnlich wie beim Bogenschießen liegt der Ursprung der Dartscheibe bei den Wagenrädern. Diese wurden im England des 12. Jahrhunderts zum Zielschießen verwendet. Später wurden den Abständen zwischen bestimmten Speichen besondere Werte zugeschrieben, während der Treffer in der Nabe (Bull’s Eye) immer den höchsten Wert hatte. Die Dartscheibe (engl. Dartboard) unterteilt sich in 20 Segmente mit der Wertigkeit 1 bis 20 und den Mittelpunkt Single Bull (grün) = 25 und Bull’s Eye (rot) = 50 Punkte.
Die Segmente verteilen sich (im Uhrzeigersinn, beginnend bei 12 Uhr) wie folgt um den Mittelpunkt:
20 – 1 – 18 – 4 – 13 – 6 – 10 – 15 – 2 – 17 – 3 – 19 – 7 – 16 – 8 – 11 – 14 – 9 – 12 – 5.
Diese Reihenfolge wurde 1896 vom englischen Zimmermann Brian Gamlin festgelegt und sollte wahrscheinlich zur Bestrafung von Ungenauigkeit dienen und das Element des Zufalls einschränken. Die Zahlen sind so angeordnet, dass sie Treffsicherheit erfordern. Deswegen liegen neben zweistelligen Zahlen zumeist einstellige Zahlen (zum Beispiel die 20 zwischen 1 und 5).
Das Zentrum der Scheibe ist in zwei unterschiedliche Felder unterteilt. Der äußere Ring, das Bull (auch: Outer-Bull oder Single-Bull, grün) zählt 25 Punkte. Der innere Kreis, das Bull’s Eye (auch Inner-Bull oder Double-Bull, rot (bei manchen älteren Scheiben schwarz)), zählt 50 Punkte. Das Bull’s Eye darf in der Spielvariante Double-Out zum Beenden eines Legs (oder zu Spielbeginn mit Double-In) verwendet werden, denn es zählt als Doppel-Feld.
Der innere schmale Ring ist das Triple (im Englischen auch Treble). Trifft ein Pfeil in diesen Bereich, verdreifacht sich der Wert des Feldes. Der äußere schmale Ring (Double) verdoppelt die Punktzahl.
Entgegen vielen Anfängermeinungen bringt somit nicht das Bull’s Eye, also die Boardmitte, die meisten Punkte, sondern die Triple 20. Da der Wert der 20 verdreifacht wird, sind beim Treffen der Triple 20 insgesamt 60 Punkte erreicht.
Die Steeldartscheibe besteht aus Sisalfasern, die gelegentlich als Schweineborsten bezeichnet werden. Einfachere Scheiben werden aus Kork oder Papier gefertigt.
Die Segmente sind durch ein Netz aus Draht entlang der Segmentgrenzen getrennt. Diese Drahtkonstruktion wird Spinne genannt.

### Quadruple Board
In den 1990er Jahren wurden sogenannte „Quadruple“ oder „240er“ Dartscheiben produziert, und auch in offiziellen Wettkämpfen eingesetzt. Diese Dartboards besitzen einen weiteren schmalen Ring zwischen dem Dreifach-Ring und dem „Bull“, dessen Werte sogar vervierfacht werden. Dadurch ist der höchstmögliche Wert eines Wurfs auf diese Boards 80, mit drei Pfeilen sind insgesamt 240 Punkte möglich. Da diese Änderung jedoch insgesamt wenig Anklang fand, kehrte man wieder zu den vorherigen Boards ohne Vierfach-Ring zurück. Inzwischen sind Vierfach-Boards selten geworden und begehrte Sammlerstücke.

### Abmessungen der Dartscheibe

Elemente und Abmessungen

Nach der Sport- und Wettkampfordnung des Deutschen Dartverbandes:
- Double- und Triple-Ring (Innenmaß) 8,0 mm
- Durchmesser des Doppelbull (Innenmaß) 12,7 mm
- Größe des gesamten Bull (Innenmaß) 31,8 mm
- Entfernung vom äußeren Doppeldraht zum Bull 170,0 mm
- Entfernung vom äußeren Tripledraht zum Bull 107,0 mm
- Entfernung von einem äußeren Doubledraht zum gegenüberliegenden äußeren Doubledraht 340,0 mm
- Drahtdurchmesser: 16–18 SWG (entspricht etwa 1,2 bis 1,6 mm)

Aus diesen Maßen ergibt sich somit ein Erwartungswert, also der Wert, den man erhält, wenn man einen Dartpfeil zufällig in den mit mehr Punkten als 0 versehenen Bereich wirft, bei 12,824 Punkten. Bei einem üblichen 3-Dart-Average bekäme man bei zufälligen Würfen einen Average von 38,47 Punkten pro Aufnahme.

### Positionierung

Abmessungen beim Dartspiel
(bei Soft Dart ist die Mitte der Scheibe bei nur 1,72 m)

- Die Höhe bis zum Mittelpunkt der Dartscheibe ist 1,73 m über dem Boden (1,72 m laut Angabe des DSAB – Deutscher Sportautomatenbund e. V.)
- Der Spieler stellt sich hinter der Wurflinie (Oche) auf, um die Pfeile auf die Scheibe zu werfen. Der horizontale Abstand der Wurflinie (Oche) bis zur Scheibe beträgt 2,37 m (2,44 m bei Soft Darts bis Ende 2015).[8]

Die American Dart League gibt  einen Abstandsbereich an: zwischen 7 Fuß 9 1⁄4 Zoll (2,37 m) und 8 Fuß (2,44 m).
- Somit beträgt das Diagonalmaß (Abstand vom Bull direkt zum Oche) ungefähr 2,93 m.
- Seitlicher Abstand der Scheibenmitte zur Wand mindestens 0,90 m, zwischen zwei Scheiben mindestens 1,80 m
- Der Freiraum hinter der Abwurflinie soll 1,25 m betragen.

## Dartpfeile
Jeder Spieler hat drei Pfeile, Darts genannt. Darts bestehen aus einer Spitze, dem Barrel, dem Schaft (engl. Shaft) und einem Flight. Letzteres sind schmale Flügel oder Blättchen, die den Wurfpfeil auf Kurs halten. Man unterscheidet zwei Arten von Darts: Steel- und Soft-Darts.

### Aufbau eines Dartpfeils

1. Tip oder Point: Es gibt verschiedene Arten von Points, bestehend aus Kunststoff („Soft“) oder Stahl („Steel“). Es kann ebenfalls aufschraubbare Stahlspitzen für Softdarts geben, Conversion Points. Stahlspitzen sind in verschiedenen Längen und Ausführungen erhältlich. Steelpoints sollen in der Regel nicht gespitzt, sondern abgerundet sein. Dies verhindert eine allzu schnelle Abnutzung der Boards und die Darts hängen besser und stabiler im Board, was für höhere Scores sorgen kann.
2. Barrel: Hier wird zwischen „Brass“ (Messing), „Tungsten“ (Wolfram) und „Nickel“ unterschieden. Bei Tungsten Barrels wird der Wolfram-Anteil in Prozent angegeben, je höher die Prozentzahl, desto dünner kann der Barrel bei gleicher Masse hergestellt werden (entspricht einer höheren mittleren Dichte), was eine engere Gruppierung auf dem Board ermöglicht. Barrels sind in verschiedenen Formen und Gewichten erhältlich. Außerdem sind noch bewegliche Spitzen (Powerpoint, Hammerhead) erhältlich, die Bouncer (Abpraller) vermindern sollen. Bewegliche Spitzen passen nur in dafür hergestellte Barrels, da sie ein besonders tief geschnittenes Gewinde erfordern. Außer den normalen Barrels gibt es M3-Barrels, bei denen die Gewinde außen liegen, der Barrel kann damit bei höherem Gewicht noch dünner gefertigt werden. Für M3-Barrels gibt es spezielle Shafts und Spitzen.
3. O-Ring: Er ist ein kleiner Gummiring, der auf das Gewinde von Shafts aus Aluminium- oder kohlenstofffaserverstärktem Kunststoff aufgesetzt wird und verhindert, dass sich die Shafts beim Spielen lösen und so die Stabilität des Darts verringern. Bei Nylonshafts sind O-Ringe überflüssig, da sie sich normalerweise nicht lösen. Anfangs gab es von verschiedenen Herstellern (z. B. von Loctite) eine Art Schraubensicherungsmittel, die das Lösen der Schäfte verhindern sollte.
4. Shaft: Shafts existieren in vielen Variationen. Meistverbreitet sind Polyamid-Shafts („Nylon“) und Aluminium-Shafts, manchmal Shafts aus kohlenstofffaserverstärktem Kunststoff. Wichtig bei der Zusammenstellung ist die Länge des Shafts, erhältlich sind Mini (Thumbnails), x-Short, short, medium und long.
5. Collar: Diese werden nur benutzt mit Nylon-Shafts. Es gibt drei verschiedene Arten, der Zweck ist immer der gleiche. Collars sollen das Ende des Nylon-Shafts zusammendrücken und somit den Flight fest mit dem Shaft verbinden. Der Collar verhindert die Beschädigung des Shafts, wenn ein nachfolgender Dart hinten aufschlägt. Am besten geeignet sind die federnden Ringe, da diese den Shaft in jeder Situation wieder zur ursprünglichen Form zurück „modulieren“, während feste Ringe nach einiger Zeit bersten oder komplett die Form verlieren.
6. Flight: Der letzte Bestandteil des Darts ist der Flight. Flights werden in erster Linie aus Polyester oder Nylon angeboten. Das Entscheidende beim Flight ist dessen Form. Standard-Flights werden von den meisten Spielern benutzt. Die Flächenangaben dienen nur der Orientierung, Flights mit der größeren Fläche haben nicht unbedingt mehr Auftrieb, dies liegt an der kurzen Strecke, die ein Dart zurückzulegen hat. Kite-Flights kommen den Standards näher als Slim-Flights, obwohl sie eine kleinere Fläche haben. Je fester oder dicker die Flights sind, umso besser wird seine Flugbahn. Der Dart gerät nicht so schnell ins Trudeln und außerdem bieten solche Flights eine längere Lebensdauer. Am haltbarsten sind Stoff-Flights, diese sind nur mit Nylon-Shafts zu empfehlen. Bei Aluminium-Shafts ist es sehr schwer, einen solchen Flight ohne Beschädigung zu montieren. Sobald ein Flight zu viele Knicke oder Risse und Kerben hat, sollte er ausgewechselt werden.
7. Protector: Er wird auf das Ende des Flights aufgesetzt, um diesen vor den nachfolgenden Darts zu schützen. Je näher man die Darts aufeinander wirft, desto öfter kommt es vor, dass der folgende Dart auf den erstgeworfenen trifft und somit Flight und im Fall von Aluminium auch den Shaft ruiniert. Durch den Protector prallt der Dart ab und landet in der Regel trotzdem im Board, ohne größeren Schaden zu hinterlassen. Protectors werden in Aluminium und Nylon hergestellt. Zusätzlich bleibt der Flight schön gespreizt.

### Steeldarts

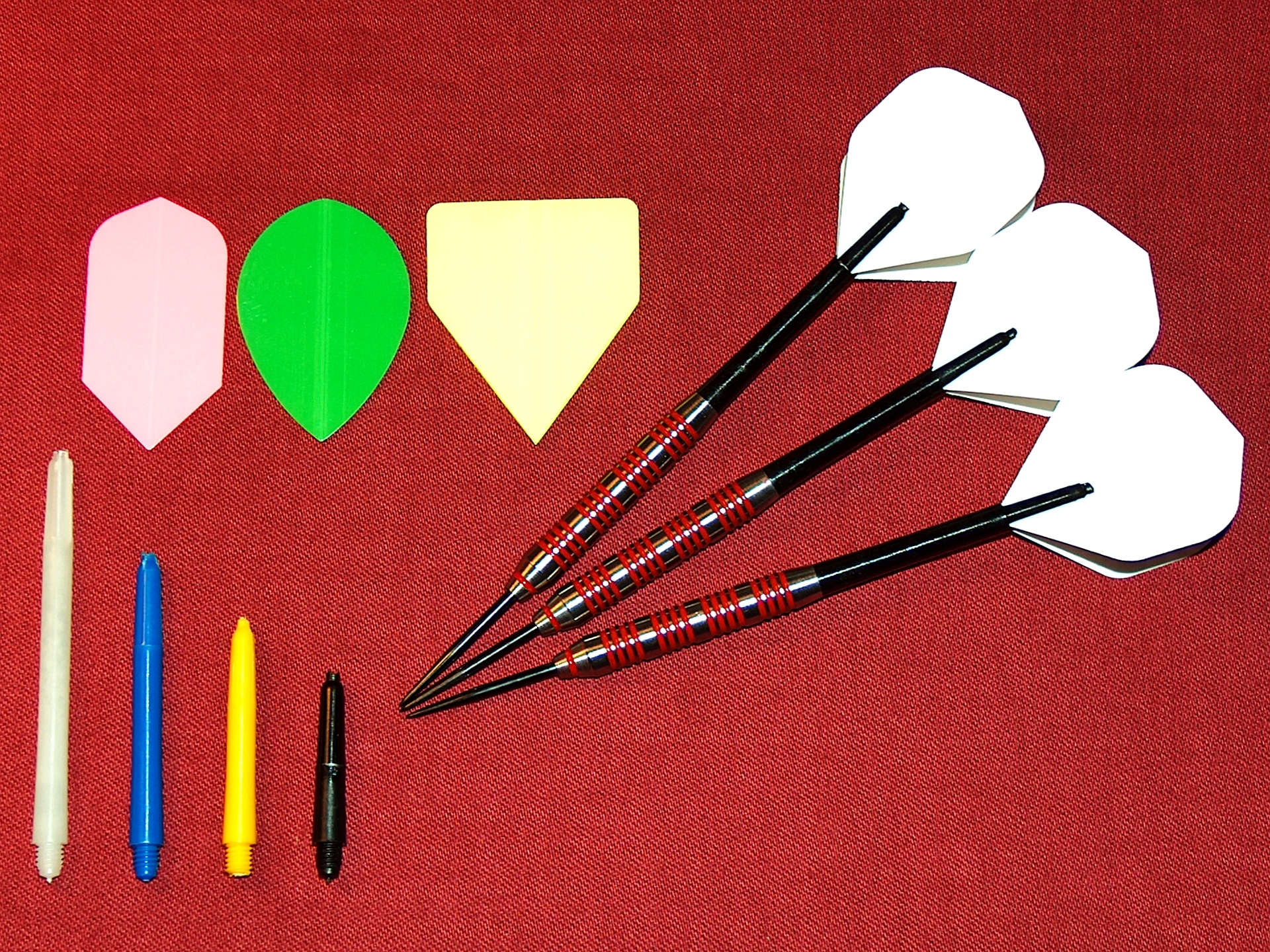
Steeldarts-Set mit Ersatz-Zubehör (verschiedene Flights und Shafts)

Steeldarts haben eine Spitze aus Metall und regelgerecht eine Länge von bis zu 30,5 cm bei einem Gewicht von bis zu 50 g. Einziger bekannter Dart, der mit diesen maximalen Maßen tatsächlich vertrieben wurde, ist der „MEGADART V3“. Das Barrel besteht meist aus einer Nickel-Wolfram-Legierung, die ein hohes Gewicht bei einem schmalen Dartkörper ermöglicht. Es wird angenommen, dass bis zum Herausziehen der Pfeile selbige im Dartboard stecken müssen, damit der Wurf gewertet wird. Tatsächlich muss aber nur die Spitze das Board berühren. Erst wenn die Spitze keinen Kontakt zur Dartscheibe hat, wird der Wurf nicht gewertet. Kommt es also zu einem Bouncer (Abprallen des Darts vom Board) und der Dart bleibt beispielsweise zwischen zwei anderen im Board steckenden Darts hängen, kommt es darauf an, ob die Spitze Kontakt zur Scheibe hat oder nicht. Im professionellen Dartsport gab es bereits Situationen, in denen die Spitze abgebrochen ist und noch im Board steckte, wobei der restliche Teil des Pfeils zu Boden fiel. Da hier somit auch der Kontakt der Spitze mit dem Board bestand, wurde der Wurf gewertet.
Beim Steeldarts ist ein Scorer (Schreiber) nötig, der die geworfenen Punkte auf einer Tafel vermerkt und den aktuellen Restscore errechnet. Der Spieler selbst sollte ebenfalls eine gewisse Routine im Rechnen mitbringen, so dass er immer genau weiß, was er als Nächstes werfen muss, um das Spiel zum schnellstmöglichen Ende zu bringen. Hierfür gibt es Out-Charts, eine Liste verschiedener Scores und mit den Möglichkeiten, diese mit zwei oder drei Darts auf 0 zu setzen. Beispiel: 120 Punkte Rest = T20 20 D20 (Triple 20 (60) + 20 + Double 20 (40) = 120). Steeldarts Spiele beginnen mit 501 Punkten im Single, 701 oder gar 1001 im Team. Jedes Spiel muss mit einem Doppelfeld beendet werden.

### Softdarts

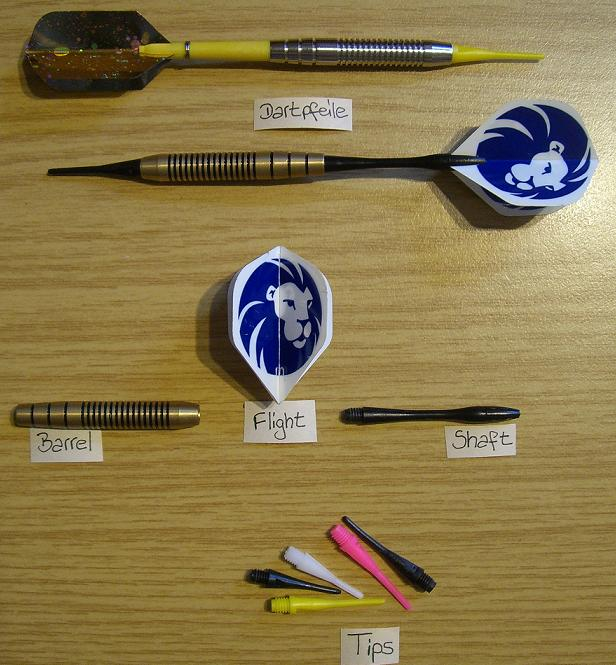
Softdarts

Beim Automatendart, auch Electronic-Dart (E-Dart) genannt, haben die Darts eine Spitze aus Kunststoff, ihr Gewicht ist auf 21 g (18 g bis 2019) begrenzt, da unter anderem sonst der Automat Schaden nehmen könnte – die Gesamtlänge darf 16,8 cm nicht überschreiten. Die Punkte des Wurfs zählen, sobald sie der Automat registriert hat. Die meisten Automaten beherrschen eine Vielzahl von Spielen, von den gängigen Varianten 301 und 501 über 701 (jeweils mit den Zusätzen Double In, Double Out oder Masters Out), sowie Cricket in verschiedensten Varianten bis hin zu den exotischeren Spielen wie Elimination.

## Spielvarianten

### 301/501
Diese Spielvariante ist die Grundlage für Turnierspiele.
Jeder Spieler hat 301 bzw. 501 Punkte. Die Spieler werfen abwechselnd ihre drei Pfeile auf die Scheibe. Die vom Spieler erreichten Punkte werden von den 301 oder 501 Punkten abgezogen. Wer zuerst genau null Punkte erreicht, hat gewonnen. Wirft ein Spieler in einer Runde mehr Punkte als die ihm verbliebenen, sind seine Würfe dieser Runde ungültig. Dieses nennt man die Bust-Regel (Überwerfen).
Zum Beenden muss der Punktestand immer genau auf Null reduziert werden. Es gibt mehrere Spielvarianten, um das Spiel zu beenden, von denen Double Out die häufigste ist. Bei Master- und Double-Out gilt ein Wurf, der eine Punktezahl von einem Punkt als Rest übrig lässt, bereits als überworfen und wird nicht gezählt (da der nächste und letzte Wurf mindestens zwei Punkte zählen muss, nämlich das Doublefeld der 1).
Die Spielvarianten sind:
- Straight Out: zum Beenden darf ein beliebiges Feld getroffen werden.
- Double Out: zum Beenden muss ein Double-Feld getroffen werden.
- Master Out: wie Double Out, zusätzlich darf auch mit einem Wurf in ein Triple-Feld beendet werden.
- Double In: bei Beginn des Spiels muss ein beliebiges Double-Feld getroffen werden, erst ab dann zählen die geworfenen Punkte (inklusive des geworfenen Doubles).
- Triple In: bei Beginn des Spiels muss ein beliebiges Triple-Feld getroffen werden, erst ab dann zählen die geworfenen Punkte (inklusive des geworfenen Triples).

Alle Spielvarianten können an vielen Automaten auch als 701 gespielt werden. Wenn bei Spielende der Unterlegene noch keine Restpunktzahl erreicht hat, von der aus er mit drei Darts das Spiel beenden könnte, heißt dies gelegentlich Schneider. Ein 501-Spiel mit der Minimalzahl von 9 Darts abzuschließen, wird Neundarter genannt. Die frühest mögliche Punktzahl zum Checkout mit einem 3-Dart Finish beträgt bei einem 501-Spiel genau 170 Punkte (bei Double Out). Hier kann der Spieler mit Triple 20, Triple 20 und dem Bulls Eye das Spiel abschließen, für diesen Weg hat sich der Begriff Big Fish etabliert (Bei Straight Out oder Master Out beträgt sie 180 Punkte, erreichbar durch dreimal Triple 20). Die Zahlen 169, 168, 166, 165, 163, 162 und 159 sind zwar kleiner als 170, können im Double Out-Spielmodus aber trotzdem nicht mit drei Darts beendet werden; sie werden als Bogey-Numbers bezeichnet. Für alle anderen Werte unter einem Punktestand von 170 Punkten gibt es mindestens einen Weg, das Spiel mit einem 3-Dart, 2-Dart oder 1-Dart-Finish zu beenden.
Von 301 und 501 gibt es Varianten mit anderen Punktzahlen wie 180, 401, 601, 701, 801, 901 und 1001. Die Varianten 701 und 1001 werden bei Turnierspielen eingesetzt.
Ein Durchgang, bis einer der Spieler die Null erreicht, wird als Leg bezeichnet. Um ein Turnierspiel zu gewinnen, ist es nötig, eine vorher festgelegte Zahl an Legs für sich zu entscheiden. Bei den meisten PDC-Major-Turnieren sind in der ersten Runde sechs gewonnene Legs erforderlich, in späteren Runden mehr. Die kürzesten Spiele im Leg-Modus gibt es beim World Cup of Darts, in denen vier Durchgänge gewonnen werden müssen, das längste ist das Finale des World Matchplay, in dem mindestens 18 gewonnene Legs erforderlich sind, aufgrund der Two-Clear-Legs-Regel eventuell mehr. Der anwerfende Spieler hat einen großen Vorteil, da ein Leg mit dem Erreichen der Null Punkte durch einen Spieler sofort beendet wird; der zweite Spieler darf nicht nachwerfen, wodurch der erste Spieler drei Würfe mehr zur Verfügung hat. Zwar wechseln sich beide Spieler in jedem Leg mit dem Anwurf ab, dennoch bleibt ein Vorteil bei dem Spieler, der im ersten Leg anwirft. Wer dies ist, wird in der Regel vor dem Spiel durch Ausbullen ermittelt. Um den Anwurfvorteil auszugleichen, kommt in manchen Turnieren die Two-Clear-Legs-Regel zur Anwendung. Hierbei kann ein Spiel nur gewonnen werden, wenn ein Spieler die erforderliche Mindestzahl an Legs gewinnt und zusätzlich zwei Legs Vorsprung auf den Gegner erreicht (vergleichbar mit der Zählweise beim Tennis). Damit sich ein Spiel dadurch nicht zu sehr in die Länge zieht, greifen irgendwann weitere Regeln, die eine Entscheidung erzwingen.
Manche Wettbewerbe, etwa die PDC-Weltmeisterschaft und der World Grand Prix, werden im Set-Modus gespielt. Dabei muss ein Spieler eine festgelegte Anzahl an Legs gewinnen, um ein Set (einen Satz) zu gewinnen. Das Spiel wiederum gewinnt, wer als erstes die erforderliche Zahl an Sets gewinnt. In der ersten Runde des World Grand Prix genügen zwei gewonnene Sets, im WM-Finale bedarf es sieben. Nach den aktuellen Regeln der PDC-Weltmeisterschaft gilt die Two-Clear-Legs-Regel erst dann, wenn es zu einem für beide Spieler entscheidenden Set kommt.

### Tactics/Cricket/Mickey Mouse

Typische Schreibweise

Beim Tactics, Cricket oder Mickey Mouse müssen die Zahlen von 20 bis 10 (regional wird gelegentlich bis 11 gespielt; beim E-Dart 20 bis 15) und Bull jeweils dreimal getroffen werden. Der Außenring des Bull (Single Bull) zählt einfach, das innere Feld (Bullseye) zweimal oder als Doppel. Ist ein Feld bereits dreimal getroffen und wird erneut getroffen, so werden die entsprechenden Punkte gutgeschrieben, vorausgesetzt der Gegenspieler hat dieses Feld noch nicht dreimal getroffen. Es gewinnt derjenige, der als Erster alle genannten Felder dreimal getroffen und am meisten Punkte hat.
Ein Single bedeutet hier einen Treffer, Double ist gleichbedeutend mit zwei Treffern und Triple wird als drei Treffer gewertet.
Hierbei gibt es noch die Varianten Chance it (der Automat wählt zufällig die sechs Zahlen) und You Pick It (Spieler wählen die sechs Zahlen), die von allen Spielern getroffen werden müssen.
Cricket ist auch in Verbindung mit der Option Cut Throat spielbar. Dabei werden die Punkte, die auf einer der zu treffenden Zahlen kommen, nachdem diese vorher (oder – im Falle eines Doppel- oder Dreifachtreffers – auch mit diesem Wurf) bereits dreimal getroffen wurden, nicht dem werfenden Spieler selbst zugeschrieben, sondern allen anderen Spielern, die das entsprechende Feld noch nicht dreimal getroffen haben. Dies hat zur Folge, dass nicht zwangsläufig derjenige Spieler gewinnt, der zuerst alle Zahlen und Bull je dreimal getroffen hat, sondern derjenige, der alle Zahlen und Bull je dreimal getroffen hat und die niedrigste Punktzahl besitzt.

### Blinder Killer
Beim blinden Killer werden die Zahlen 1 bis 20 auf Zetteln notiert. Die Zettel werden gefaltet und anschließend gemischt. Danach zieht jeder Spieler einen Zettel und bekommt so eine Zahl zugeteilt, die er geheim halten muss. Je nach Vereinbarung werden zusätzlich drei bis vier weitere Zettel blind gezogen und beiseite gelegt. Die verbleibenden Zettel werden aufgefaltet, so dass die Spieler feststellen können, welche Zahlen im Spiel sind (d. h. die gezogenen Zahlen und die blinden Zahlen). Die Zahlen werden auf eine Tafel geschrieben und hinter jede Zahl etwa acht bis zwölf Striche (bei vielen Spielern sollten es weniger Striche sein, damit das Spiel nicht zu lange dauert). Jetzt werfen alle Spieler der Reihe nach drei Darts auf die Zahlen, die im Spiel sind. Für jedes getroffene Single-Feld einer im Spiel befindlichen Zahl wird ein Strich entfernt, bei einem Double zwei Striche, bei einem Triple entsprechend drei Striche. Ein Spieler, dessen Zahl ihren letzten Strich verloren hat, muss sich melden und scheidet aus. Meldet sich kein Spieler, handelt es sich bei der ausgelöschten Zahl um eine der beiseitegelegten „blinden“ Zahlen. In diesem Fall war das Bemühen, einen Gegner „auszuschalten“, umsonst. Als Spieltaktik (um die Mitspieler zu täuschen) empfiehlt es sich, ab und zu auch einmal auf die eigene Zahl zu werfen. Ausgeschiedene Spieler dürfen nicht mehr werfen. Sieger ist derjenige, der als Letzter verbleibt.

### Killer
Bei Killer bekommt jeder Spieler eine beliebige Anzahl von „Leben“. Ein Spieler gibt ein Feld vor. Dabei ist jedes beliebige Feld auf dem Board möglich – Triple, Double, Bull, Bull’s Eye oder auch ein Single-Feld. Die nachfolgenden Spieler müssen versuchen, dieses Feld zu treffen. Dafür steht jedem ein Wurf (das sind insgesamt drei Darts) zur Verfügung. Trifft ein Spieler nicht, so verliert er ein Leben, und der nächste Spieler ist an der Reihe. Trifft er das vorgelegte Feld, muss er ein neues Feld vorlegen. Hierzu stehen ihm seine noch verbleibenden Darts zur Verfügung. Hatte er mit seinem dritten Dart das vorgelegte Feld getroffen, darf er mit drei neuen Darts vorlegen. Es zählt jedoch das erste getroffene Feld. Gelingt es ihm nicht, vorzulegen, weil er zum Beispiel kein Feld trifft oder der letzte ihm zur Verfügung stehende Dart abprallt, verliert er ebenfalls ein Leben, und der nächste Spieler darf vorlegen. Der Spieler, der vorgelegt hat, setzt jeweils aus. Sind alle Spieler ausgeschieden, muss der Spieler, der noch übrig ist und demzufolge als letzter vorgelegt hat, sein vorgelegtes Feld bestätigen. Pro übriggebliebenes Leben stehen ihm drei Darts zur Verfügung. Bestätigt er nicht, gibt es keinen Sieger. Die Bestätigungsregel zum Schluss ist optional.

### Fuchsjagd
Bei Fuchsjagd beginnt ein Spieler bei der 18 (Fuchs) und der zweite bei der 20 (Jäger). Nun versucht der Jäger den Fuchs zu jagen. Der Fuchs beginnt mit der Doppel 18 und wenn er seine Zahl doppelt getroffen hat, fährt er im Uhrzeigersinn weiter (also 18, 4, 13, 6, 10, 15). Nach den drei Würfen versucht der Jäger das Gleiche, jedoch bei 20 beginnend (also 20, 1, 18, 4, 13). Der Fuchs versucht so lange zu spielen, bis er wieder bei 18 angekommen ist. Der Jäger versucht den Fuchs einzuholen. Wenn der Jäger die Zahl trifft, auf der der Fuchs gerade ist, hat der Jäger gewonnen (zum Beispiel Fuchs steht auf D16 und versucht die D8 zu treffen und der Jäger steht auf D7, trifft die D7 und die D16). Dieses Spiel kann ausgebaut werden, indem auf dem Triple-Segment gespielt wird oder der Reihe nach (Jäger 1, 2, 3, 4, und Fuchs 3, 4, 5, 6).

### Shanghai
Von diesem Spiel gibt es mindestens drei Varianten:
1. Es wird nacheinander auf die Zahlen 1 bis 9 geworfen. Jeder Spieler wirft einmal drei Darts auf jede Zahl, die erzielten Punkte werden notiert. Selbstverständlich nur die Punkte durch Treffer in der Zahl, die an der Reihe ist. Also pro Durchgang sind maximal das Neunfache der aktuellen Zahl an Punkten erreichbar (dreimal Triple). Trifft ein Spieler ein Single, ein Doppel und ein Triple einer Zahl, nennt man das Shanghai. Bei dieser Variante kann ein Shanghai nicht aus Single, Double und Triple verschiedener Zahlen bestehen.
2. Jeder Spieler wirft 20 (oder 21) Pfeile (also 7 Runden mit je 3 Würfen), den ersten auf die 1, den zweiten auf die 2 und entsprechend weiter. Die getroffenen Punkte (einfach, doppelt oder dreifach) werden zusammengezählt. Gespielt wird bis zur 20 oder bis zum Bull(s Eye). Hierbei besteht ein Shanghai also aus Single, Double und Triple auf verschiedenen (aufeinanderfolgenden, geforderten) Zahlen.
3. Jeder Spieler wirft so lange auf die 1, bis er diese getroffen hat. Erst dann wird auf die nächsthöhere Zahl geworfen. In der Regel dauert dieses Spiel ebenfalls 7 Runden (= 21 Würfe), selten auch 20 Runden. Auch in dieser Variante besteht ein Shanghai aus je einem Single, Double und Triple auf verschiedenen (aufeinanderfolgenden) Zahlen.

Für alle drei Varianten gilt:
Wer ein Shanghai wirft, egal auf welcher Zahl, gewinnt das Spiel vorzeitig. Ausnahme: Ein Spieler, der nach dem Shanghaiwerfer noch auf dieselbe Zahl an der Reihe ist, wirft auch ein Shanghai. Dann spielen diese beiden Spieler weiter. Ansonsten gilt: wer am Ende die meisten Punkte hat, ist der Sieger.

### Around the clock
Wie der Name schon andeutet, wird „um die Uhr herum“ gespielt. Die Spieler werfen abwechselnd ihre drei Pfeile auf die Scheibe. Als erstes muss die 1, dann die 2 mit einem Pfeil getroffen werden. Trifft einer das Double-Feld einer Zahl, darf er die nächste Zahl überspringen (zum Beispiel Double 4= nächste Zahl 6), beim Triple-Feld dürfen 2 Zahlen übersprungen werden. Gewonnen hat die Person, die als erstes die 20 erreicht und getroffen hat. Bull und Bull´s Eye gelten als Joker, um auf die nächste Zahl werfen zu dürfen. In einer Variante des Spiels zählen Double- und Triple-Treffer ihren echten Wert. Wird also die dreifache 4 anstelle der einfach getroffen (12 Punkte), darf der Spieler das Spiel bei der 13 fortsetzen. Hier können bis zur Triple-6 oder Double-10 enorme Schritte getätigt werden, ab der 11 bringen Treffer in diesen Feldern allerdings keine Vorteile mehr.
Eine ebenfalls verbreitete Variante ist das Abwärtszählen, also der Beginn bei 20 bis herunter zur 1, teils mit anschließendem Finale ins Bull’s Eye. Ebenso gibt es Varianten, in denen Double und Triple-Treffer ignoriert und als einfacher Treffer des jeweiligen Feldes gewertet werden. Gerade in Gaststätten und im privaten Kreise sollten Regeln vorher vereinbart werden.

### Double Down 41
Dieses Spiel (auch Half-It genannt) ist spannend und nicht ohne (allerdings ungefährliches) Risiko, denn trifft ein Spieler in einer Runde mit keinem seiner Darts das (Runden-)Ziel, wird sein Punktestand halbiert. Jeder Spieler beginnt mit einem Punktestand von 41. Ziel ist, so viel Punkte wie möglich im aktuell vorgegebenen Segment zu treffen. In der ersten Runde wird auf die 20 geworfen. Jeder Treffer wird auf den Spielstand addiert (Double und Triple zählen). In der 2. Runde ist die 19 dran. In der dritten Runde ist ein Double-Feld zu treffen, anschließend die 18, dann die 17, dann ein Triple-Feld, die 16 und die 15. In der vorletzten Runde muss der Spieler insgesamt exakt 41 Punkte mit 3 Darts werfen. Alle Pfeile müssen scoren, ansonsten wird der Punktestand (wie gehabt) halbiert. In der letzten und oft entscheidenden Runde wird auf Bull geworfen. Der Spieler, der am Ende die meisten Punkte hat, gewinnt.

### Vorlegen
Ein Spieler legt ein Feld vor, indem er einen Dart in ein beliebiges umrandetes Feld auf der Scheibe wirft. Gültig ist zum Beispiel auch der obere Ring der Zahl 8, das Innere der Zahl 0 oder das Feld zwischen äußerem Doppel-Ring und der Begrenzung des Boards. Die anderen Spieler versuchen das vorgelegte Feld ebenfalls zu treffen. Trifft ein Spieler das vorgelegte Feld, dann kann er mit seinen restlichen Pfeilen ein neues Feld vorlegen. Hat ein Spieler das vorgelegte Feld erst mit dem dritten Pfeil getroffen oder trifft er mit den übrigen Pfeilen kein neues Feld auf dem Board, dann legt der nächste Spieler vor. Wird das vorgelegte Feld von keinem der anderen Spieler getroffen, dann erhält der Spieler, der es vorgelegt hat, einen Punkt und darf erneut vorlegen. Eine Variante ist, dass der vorlegende Spieler das Feld bestätigen, also selbst erneut treffen muss, um einen Punkt zu erhalten. Gewinner ist, wer zuerst eine festgelegte Punktzahl erreicht. Wer versucht, ein Feld im Zahlenring vorzulegen, riskiert, dass der Pfeil stattdessen im Feld zwischen äußerem Doppel-Ring und der Begrenzung des Boards steckt. Bei Anfängern kann die Art der gültigen Felder eingeschränkt werden, zum Beispiel nur auf die inneren und äußeren Single-Felder.

### Bobs 27
Bei dem Spiel Bobs 27, erfunden vom ehemaligen Darts-Weltmeister Bob Anderson, beginnt man mit einer Startpunktzahl von 27 Punkten. Bei der ersten Aufnahme zielt man auf die Doppel 1, bei der zweiten Aufnahme auf die Doppel 2 und so weiter. Trifft man das Ziel, so wird die entsprechende Punktzahl dem Punktestand gutgeschrieben (beim Zielen auf die Doppel 1 bei einem Treffer zwei Punkte, bei zwei Treffern vier Punkte, bei drei Treffern sechs Punkte). Verfehlt man mit allen drei Darts das Ziel, so wird die entsprechende Punktzahl abgezogen (beim Zielen auf die Doppel 1 beispielsweise zwei Punkte). Ziel ist es, das Spiel nach der letzten Aufnahme auf das Bull’s Eye mit möglichst vielen Punkten zu beenden. Verfehlt man jedoch die Doppelfelder zu oft und fällt dadurch unter die Grenze von null Punkten, endet das Spiel sofort.

### Elimination
Darts Elimination, oder umgangssprachlich auch „Darts Mensch ärgere dich nicht“, ist eine beliebte Variante des Darts, welche vor allem in Bars und Kneipen gespielt wird, wenn es eher um den Spaß in einer größeren Gruppe als um sportlichen Wettkampf geht. In der Regel nehmen bis zu 8 Spieler an einer Runde teil, da dies meistens die maximale Anzahl an Spielern ist, die an einem klassischen E-Dart-Automaten eingestellt werden kann. Mittlerweile gibt es aber auch passende Apps für Steeldart-Spieler, sodass auch diese Elimination spielen können. Alle Spieler starten mit dem Punktestand 0; das Ziel ist es, genau 301 (501 oder andere Ziele sind theoretisch auch möglich) zu erreichen. Zu Beginn wird entschieden, wer anfängt, beispielsweise durch das klassische „Ausbullen“, wobei der Spieler gewinnt, der das Bullseye trifft oder es am knappsten verfehlt. Die Besonderheit bei Elimination ist, dass die Spieler sich gegenseitig eliminieren können, daher stammt auch der Name des Spiels. Kommt ein Spieler während oder am Ende seiner Aufnahme (seines Zuges) genau auf die Punktzahl eines Mitspielers, so wird dieser eliminiert und damit wieder auf 0 Punkte gesetzt. Elimination ist damit auch eine der wenigen Varianten des Darts, wo es eher ein Nachteil als ein Vorteil ist, wenn man anfangen darf, sodass hier auch oft der Gewinner des Ausbullens am Ende werfen darf. Eine weitere optionale Regel zum Ende des Spiels kann zum Tragen kommen, wenn die Spieler beim Bestreben, auf 301 Punkte zu kommen, zu viele Punkte erzielen, also „sich überwerfen“. Normalerweise wäre diese Runde ungültig, der Spieler würde es in der nächsten Runde nochmal versuchen. Mehr Spannung ins Spiel bringt die Variante, den Spieler beim Überwurf zu bestrafen, indem man die überschüssigen Punkte von der ursprünglichen Punktzahl abzieht.

### The Early Worm… Dies
Ein Übungsspiel für Dartende mit hohem Spaßfaktor und Konzentration auf streuarme Treffer auf Zahlensegmente und insbesondere genaue Treffer auf Doubles und Bull.
In der Grobstruktur hat das Spiel drei Phasen:
1. Reinforcement: Zahlen abwerfen und Punkte sammeln
2. Decision: weitere Punkte sammeln oder Bullversuch
3. Escape: Bulls treffen

Zu Beginn wird die Reihenfolge der Spielenden festgelegt, indem sie einen Pfeil werfen. Die Namen der Spielenden mit geringerer Distanz zur Triple 11 werden von links nach rechts als Spaltenüberschriften notiert. Die Zeilenmarkierungen enthalten von oben nach unten die Zahlen von 20 runter bis zur 15 (12 oder 9). Danach kommt eine Zeile L (für Escape Length) für die Anzahl der zu treffenden Bulls, die für jeden Spielenden mit der Zahl 3 vorbelegt wird und eine letzte Zeile B (für Bull Hit) für eine Strichliste der getroffenen Bulls.
Reinforcement
Die Zahlen von 20 runter bis zur 15 (12 oder 9) müssen in strikter Reihenfolge von oben nach unten abgeworfen werden. Eine Zahl gilt als abgeworfen, wenn in einer Aufnahme 3 Punkte erzielt werden. Auf dem Outer-Single erzielt man 1, auf Triple 2 und auf Double 3 Punkte. Das Inner-Single zählt nicht. Die Punkte pro Pfeil werden addiert. Ist eine Punktanzahl über 3 erreicht, wird mit den überschüssigen Punkten das Reinforcement vermehrt. Eine Punktzahl einer Aufnahme unter 3 bewirkt nichts, es wird nichts notiert. Die auf einer Zahl erreichten Überschüsse werden mit den Punkten der vorangehenden Zahl addiert und die Summe in der Tabelle in der Zeile der aktuell abgeworfenen Zahl notiert. Eine Aufnahme gilt für genau eine Zahl, weitere Würfe auf die nächste Zahl zählen nicht. Mit dem Reinforcement kann man defizitäre Wurfversuche ausgleichen: Man kann – muss nicht – eine Zahl auch mit weniger Treffern schließen, sofern man dafür genügend Punkte hat, mit denen man das Defizit ausgleichen kann. Trifft man eine Zahl z. B. nur einmal, hat aber mindestens 2 Punkte, darf man die Punktezahl (Reinforcement) um 2 reduzieren und die Zahl schließen. Die Zahl muss allerdings mindestens einmal getroffen werden. Ist die letzte Zahl abgeworfen, endet die Reinforcement Phase und die Phase der Decision beginnt.
Decision
Treten Spielende in die Decision Phase ein, können sie sich entscheiden, ob sie weiter gemäß der Regel im Reinforcement auf einer Zahl Punkte sammeln möchten oder auf das Bull werfen wollen. Sie zeigen das an, indem sie die Zahl oder das Bull ansagen. Es dürfen dabei grundsätzlich alle Zahlen von 1 bis 20 gewählt werden, aber nur, wenn sie aktuell nicht bespielt werden und im Reinforcement alle Spielenden die Zahl schon geschlossen haben. Diese Zahl kann nicht mehr getauscht werden, man ist also auf diese Zahl festgelegt. Die hinzukommenden Punkte können gerne in den Zeilen der Zahlen des Reinforcement notiert werden, die ja nun überflüssig sind und weggewischt werden können. Ab nun kann man zwischen der festgelegten Zahl und Bull beliebig auch innerhalb einer Aufnahme durch Ansage des Ziels wechseln. Sagt man nichts an, gilt die zuletzt getroffene Ansage. Sobald ein angesagtes Bull getroffen wird, ist die Decision gefallen und die Escape Phase beginnt.
Escape
Erreichen Spielende die Escape Phase, müssen sie gemäß der Escape-Länge (Zeile L) Bulls werfen und beenden damit nach genügend Treffern das Spiel. Das Bullseye zählt doppelt. Auf das Punktesammeln auf einer Zahl muss in dieser Phase verzichtet werden, die Flucht nach vorne verdient die volle Konzentration. Falls es einen oder mehrere Vorgehende gibt mit weniger Punkten als aktuell in die Escape-Phase Eintretende haben, werden diesen Vorgehenden jeweils die Escape-Länge um die Größe der Punktedifferenz zu den aktuell Eintretenden erhöht.
Beispiel: Andrea ist mit 2 Punkten in die Escape Phase eingetreten, Bert mit 3 und Cara mit 7. Spielende in der Escape Phase erkennt man daran, dass sie mindestens einen Bulltreffer in Zeile B notiert haben. Nun trifft auch Daniela ihr erstes Bull und bringt 5 Punkte mit. Damit sind von den zuvor in die letzte Phase eingetretenen Spielenden Andrea und Bert diejenigen mit weniger Punkten, als Daniela hat. Diesen Spielenden werden nun die Anzahl der zu treffenden Bulls (Zeile L) um die Differenz zu Danielas Punkten erhöht, also bekommt Andrea +3 Pflichtbulls und Bert +2 dazu. Sollte nun noch Frank mit 6 Punkten das erste Bull treffen, bekommen Andrea und Bert nochmal +4 und +3 dazu und Daniela +1.
Anmerkungen
Spielende sollten abschätzen, ob sie vielleicht mit zu wenig Reinforcement die Flucht antreten. Sollten die anderen Spielenden mit höherem Reinforcement rasch folgen, kann man schnell eingeholt werden. The early worm… dies.
Sollten sich mehrere Spielende in der Decision zu lange aufhalten, blockieren sie sich eventuell selbst, falls sie sich kaum noch trauen, die Flucht nach vorne anzutreten.
Die Standardgröße der Escape-Länge sollte der Treffsicherheit der Spielenden auf das Bull angepasst und daher gegebenenfalls erhöht werden. Ebenfalls können bei entsprechendem Vermögen natürlich auch die Pflichttreffer zum Schließen der Zahlen im Reinforcement erhöht werden.
Das Spiel ist so angelegt, dass der Vorteil der im Spiel Führenden durch höhere Punkte der Hinterherspielenden relativiert oder gar zunichtegemacht werden kann. Was im besten Fall auf ein knappes oder auch grauenhaftes Ende kulminiert. Aber diese Dynamik muss nicht eintreten, falls z. B. die Escape Phase vom Führungsspielenden zu schnell beendet wird.
Das Spiel ist beendet, wenn ein Gewinner oder eine Gewinnerin feststeht. Natürlich kann man auch die weiteren Plätze ausspielen, falls den Spielenden, die das Spiel schon beendet haben, nicht langweilig wird.
Falls aus Gründen (evtl. zur Festlegung der Gewinnausschüttung) nach Beendigung des Spiels eine Reihenfolge unter den Verlierern ermittelt werden muss, könnte man folgende Festlegungen treffen, bis der Rang der Spielenden eindeutig identifiziert ist:
1. Noch zu treffende Bulls (L - B) in der Escape Phase. Ist das Ergebnis damit noch nicht eindeutig, dann:
2. Punkteanzahl in der Decision. Ist das Ergebnis damit immer noch nicht eindeutig, dann:
3. Die Reihenfolge der Spielenden, was dann eindeutig und nicht ungerecht ist, da sie durch einen hoffentlich gekonnten Wurf auf die 11 festgelegt wurde.
Falls das Spiel grundsätzlich Freude bereitet und öfters gespielt wird, sollte man sich vor Regelmodifizierungen nicht scheuen, falls damit die Spannung oder der Übungseffekt gesteigert wird.

### Soft-Tip/Automatendart/Elektronik Dart/E-Dart
Abhängig von Hersteller und Gerätemodell gibt es beim Automatendart (E-Dart) zahlreiche Spielvarianten, die zum Teil stark von den traditionellen Spielvarianten abweichen.

## Hersteller von Dartzubehör
Die größten Hersteller in der Welt des Darts lassen sich nicht eindeutig nach Marktanteilen sortieren, da diese ihre Zahlen nicht veröffentlichen. Unicorn wird von verschiedenen Quellen als Weltmarktführer angesehen und ist gleichzeitig auch die älteste Dart-Marke der Welt. Unicorn wurde 1937 in England gegründet und gilt als innovativste Dartmarke, welche viele heute gängige Standards als erste auf den Markt gebracht hat. Unicorn war beispielsweise der erste Hersteller, der drei gleiche Darts als Set verkaufte, sodass die Spieler sich nicht mehr drei ähnliche Darts, welche einzeln verkauft wurden, zusammensuchen mussten. Des Weiteren war Unicorn der erste Hersteller, der seine Darts in verschiedenen Gewichtsklassen herstellte und der erste Hersteller, der neben den damals üblichen Feder-Flights auch Papier-, Plastik- und (bedruckte) Polyester-Flights auf den Markt brachte. Auch den heutigen Trend der Tungsten (Wolfram) Darts hat Unicorn eingeführt, da mit diesem Material deutlich dünnere Darts bei selbem Gewicht produziert werden können, sodass mehr Platz in der Dartscheibe für den zweiten und dritten Pfeil bleibt. Unicorn war außerdem Sponsor der PDC, des größten Profi-Dartverbandes der Welt und versorgte diese bis 2022 mit den Dartscheiben für die Turniere. Neben Unicorn gilt Winmau als zweiter Weltmarktführer, die Marke wurde 1945 in England gegründet und rüstete lange Zeit den größten Konkurrenten der PDC, die BDO mit Dartscheiben aus. Dahinter folgen Target und RedDragon auf dem aufsteigenden Ast, während Harrows früher sehr beliebt war aber heute eher einen negativen Trend verzeichnet. Bulls ist der größte deutsche Hersteller. Die Umsätze der größten Hersteller werden laut Experte jeweils auf einen niedrigen dreistelligen Millionenbetrag geschätzt.

## Vereine und Verbände

### Steeldart
Dem Dachverband World Darts Federation (WDF) gehören über 70 Mitgliedsverbände an. Das Dartspiel mit Steeldarts ist in Deutschland in örtlichen Vereinen organisiert, die in verschiedenen, vom jeweiligen Landesverband organisierten Ligen gegeneinander spielen. Es gibt darüber hinaus auch verbandsunabhängige Vereine und Ligen, die sich meist auf regionaler Ebene selbst organisieren. Die dem Dachverband Deutscher Dart-Verband (DDV) angeschlossenen Landesverbände veranstalten sowohl auf Landes- als auch auf Bundesebene Ranglistenturniere. Jährlich werden drei WDF Weltranglistenturniere in Deutschland veranstaltet.
In Österreich wiederum ist der Österreichische Darts Verband (ÖDV) der Dachverband für Steeldarts. Er ist Mitglied der WDF und entsendet die Nationalmannschaften zu den offiziellen Events. Ihm angeschlossen sind die Bundesländerverbände (derzeit nicht alle Bundesländer vertreten), darunter auch der Wiener Darts Verband (WDV), der alljährlich die WDF Austrian Open Vienna veranstaltet. Außerdem werden über die Bundesländer die Ligen organisiert. Die für die österreichische Rangliste maßgeblichen Turniere werden mit Ausnahme der österreichischen Staatsmeisterschaft und der WDF-Bewerbe und einer Reihe von Jugendranglistenturnieren von den Mitgliedsvereinen veranstaltet. Seit Juni 2020 ist der ÖDV assoziiertes Mitglied in der Bundessportorganisation und seit Oktober 2022 Vollmitglied, womit Steeldarts in Österreich offiziell als Sport anerkannt ist.
Neben dem WDF gibt es die PDC, die Professional Darts Corporation, die 1992 als reine Profiliga von 16 Topspielern der British Darts Organisation (BDO) gegründet wurde. Nach ihren Erfolgen expandiert die PDC auch außerhalb Englands, so wurde nach der Dutch Dart Foundation (DDF) in Deutschland 2006 die German Darts Corporation (PDC Europe) gegründet, welche die Interessen der PDC im deutschsprachigen Raum (Deutschland, Österreich, Schweiz) vertritt und seit 2007 eine eigene Turnierserie veranstaltet. Allerdings handelt es sich bei der PDC um keinen Verband, sondern um ein gewinnorientiertes Unternehmen.
Seit 2021 werden von der World Seniors Darts Tour organisierte Turniere für Menschen ab 50 Jahren ausgetragen.

### Automatendart/Softdart

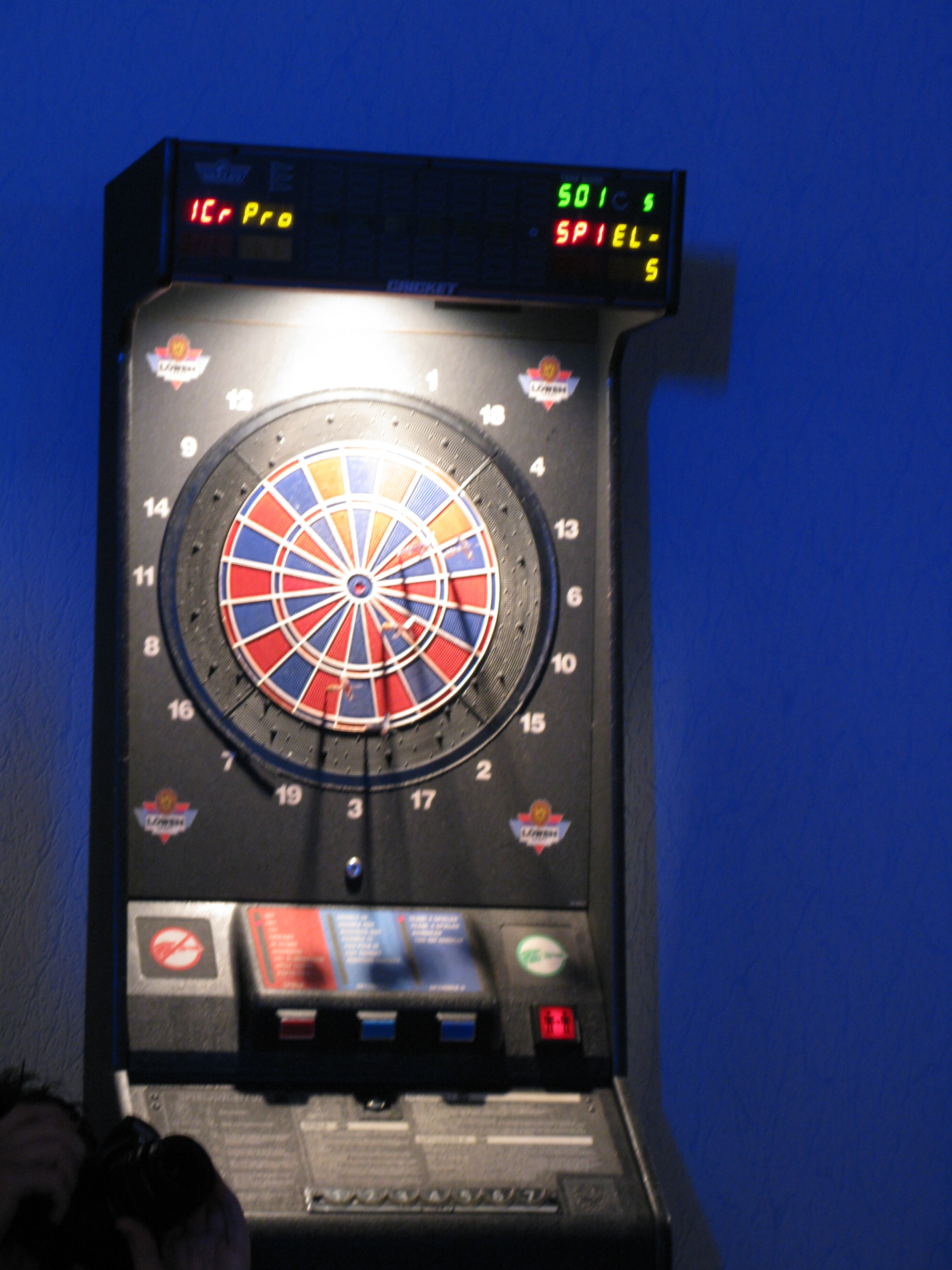
Softdartautomat mit einigen Darts

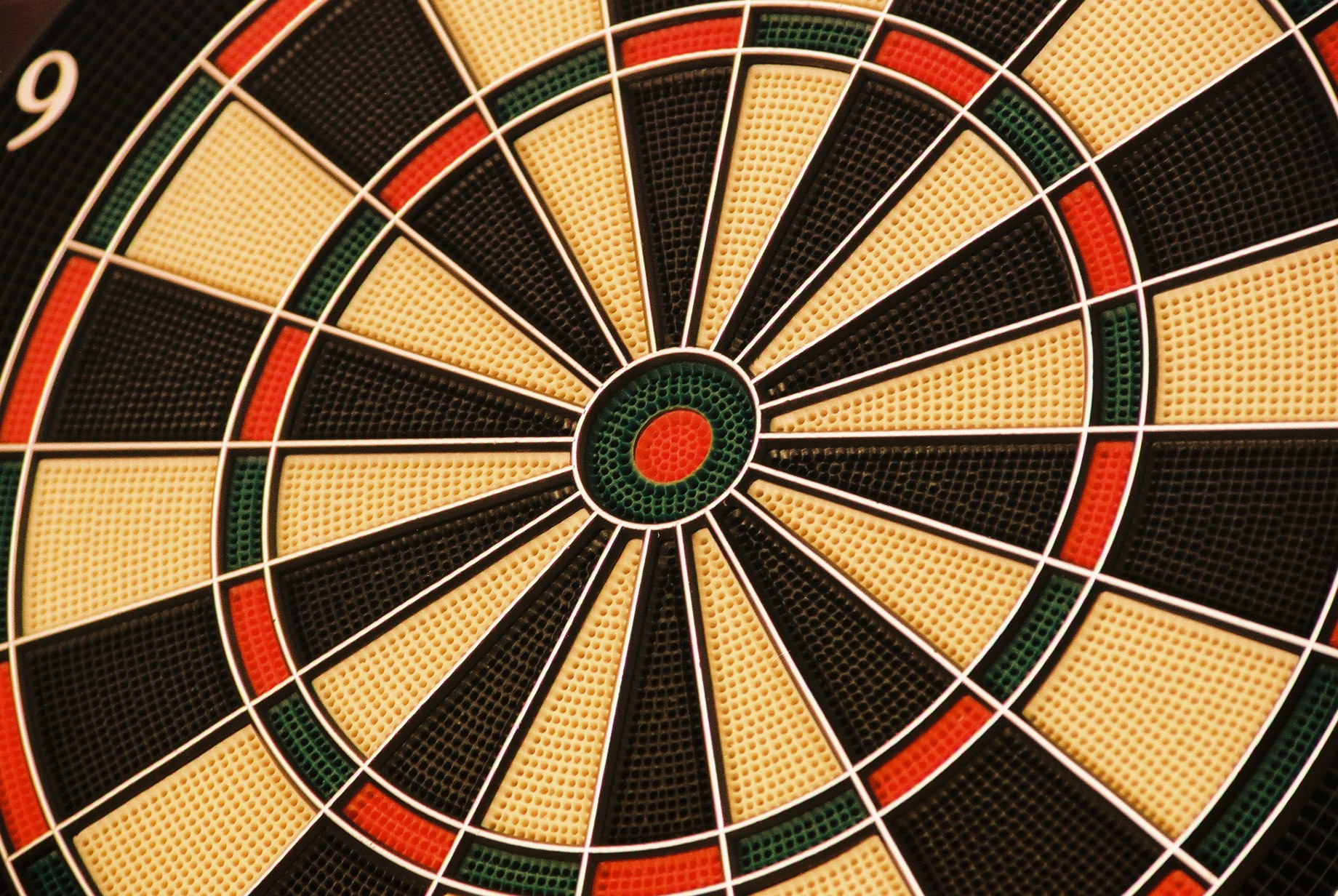
Detailaufnahme einer Softdartscheibe

Genau wie im Steeldart gibt es im E-Dart (Softdart) verschiedene Spielvarianten. Sie hängen von der Liga ab, in der das Spiel stattfindet, und sie unterscheiden sich teilweise stark voneinander.
In den DSAB-Ligen wird wie folgt gespielt:
- C-Liga 301 Single Out
- B-Liga 301 oder 501 Master Out (Double ODER Triple um das Leg zu beenden)
- A-Liga und höher 501 Double Out

In der Schweiz (VFC) wird wie folgt gespielt
- C-Liga 501 Single Out
- B-Liga 501 Master Out
- A-Liga 501 Double Out
- Nationalliga 501 Double In/Double Out

Bei Turnieren, die von Automatenaufstellern oder Vereinen veranstaltet werden, entscheidet der Veranstalter über die Spielvariante.
Genau wie beim Steeldart gibt es im E-Dart unterschiedliche Verbände. Die wohl bekanntesten sind der Deutsche Dart Sportverband e. V. (DDSV), der Deutsche Sportautomatenbund e. V. (DSAB). Weiterhin gibt es die Deutsche Elektronik Dart Sport Vereinigung e. V. (DEDSV).
Viele Städte und Regionen, darunter Hamburg und Bremen, sind nicht im DSAB gebunden und haben eine eigene Liga, die Wilde Liga, gegründet.
In einigen Städten werden neben DSAB andere freie Ligen gespielt. München hat noch die Münchner Dartunion (MDU) sowie den Münchner Dart Sport Verein (MDSV e. V.) mit eigenen Ligen. In Siegen gibt es die DKS (Dart-Kreisliga-Siegen). Im Ruhrgebiet gibt es die Herner Dartliga, die Rhein Ruhr Dartliga, die NWDV und die Bochumer Pub League.

## Professional Darts Corporation (PDC)

### PDC Tour Card
Um Dartspieler bei der PDC zu werden und damit für alle PDC-Pro-Tour-Turniere qualifiziert zu werden, benötigt man eine der insgesamt 128 PDC-Tour Cards. Nach der jährlichen Weltmeisterschaft behalten die besten 64 Spieler der PDC Order of Merit ihre Tour Card. Zusätzlich behalten alle Spieler, die ihre Tour Card im letzten Jahr bei der PDC Qualifying School gewonnen haben ihre Tour Card, da diese immer zwei Jahre gültig ist. Vier weitere Plätze werden jeweils an die beiden besten der Development bzw. Challenge Tour Order of Merit vergeben. Für letztere qualifiziert man sich automatisch, wenn man bei der letzten PDC Qualifying School keine Tour Card gewonnen hat, für erstere, wenn man 16–23 Jahre alt ist und nicht zu den Top 32 der PDC Order of Merit gehört. Die restlichen Plätze werden bei der PDC Qualifying School ausgespielt. Die Tour Card berechtigt den Spieler an allen Players Championship und UK-Open-Qualifier Turnieren teilzunehmen und somit Preisgelder für die PDC Pro Tour Order of Merit zu erspielen.

### Pro Tour
Die PDC Pro Tour umfasst alle Players Championship Turniere und die Turniere der European Tour (bis 2018 auch UK-Open-Qualifier Turniere). Auf verschiedenen Events können die Spieler Preisgelder für die PDC Pro Tour Order of Merit erspielen, um sich so Startplätze für die großen Major-Turniere der PDC zu erspielen wie z. B. der PDC World Darts Championship, zu welchen meist neben den besten in der PDC Order of Merit auch die besten der PDC Pro Tour Order of Merit, welche nicht zu den besten der PDC Order of Merit gehören, qualifiziert sind. Eine Ausnahme bilden hier nur die Players Championship Finals und die European Darts Championship, zu denen man sich nur über die Players Championship Order of Merit bzw. über die European Tour Order of Merit qualifiziert.

### European Tour
Die European Tour vervollständigt die PDC Pro Tour der PDC zusammen mit den Players Championship und UK-Open Qualifier Turnieren. Sie bietet den Spielern damit weitere Möglichkeiten Preisgeld für die PDC Pro Tour Order of Merit zu sammeln und wurde außerdem dafür ins Leben gerufen, die Fans außerhalb von England näher an die Spieler der PDC zu bringen, sodass auch diese an Events teilnehmen können, ohne nach England zu reisen. Qualifiziert sind jeweils die Top 32 der PDC Order of Merit sowie die Top 16 der PDC Pro Tour Order of Merit, welche nicht zu den Top 32 der PDC Order of Merit gehören. Des Weiteren sind die beiden, in der PDC Pro Tour Order of Merit bestplatzierten Spieler des Austragungslandes automatisch qualifiziert, gibt es weniger als zwei werden diese Plätze zusätzlich beim Host-Nation Qualifier Turnier ausgespielt. Neben dem Host-Nation Qualifier, bei welchem in der Regel zwei Startplätze vergeben werden gibt es noch einen East Europe und einen Nordic & Baltic Qualifier Turnier, bei beiden wird jeweils ein Startplatz ausgespielt sowie ein Associate Qualifier Turnier, bei welchem zwei Startplätze ausgespielt werden.

### PDC-Major-Turniere
Die Major-Turniere der PDC sind die wichtigsten Turniere im Kalenderjahr der PDC. Hier gibt es für die Spieler das meiste Preisgeld zu gewinnen und außerdem werden diese Turniere in vielen Ländern weltweit im TV übertragen. Das jährliche Highlight stellt die PDC World Darts Championship dar. Qualifizieren können die Spieler sich über ihre Platzierung in der PDC Order of Merit oder PDC Pro Tour Order of Merit sowie durch Qualifikationsturniere für die PDC World Darts Championship, World Matchplay, UK Open, Masters, Champions League of Darts und World Grand Prix. Die Premier League Darts ist ein Einladungsturnier, für welches die Spieler sich nicht qualifizieren können. Für die Qualifikation zur European Darts Championship muss ein Spieler zu den Top 32 der European Tour Order of Merit gehören, um qualifiziert zu sein. Ähnlich ist es auch bei den Players Championship Finals, hier müssen die Spieler sich jedoch über die Players Championship Order of Merit qualifizieren. Beim Grand Slam of Darts werden zusätzliche Plätze an die Sieger und teilweise an die zweitplatzierten der vorherigen Major-Turniere vergeben. Zum World Cup of Darts werden jeweils die zwei besten Spieler der 32 gesetzten Nationen eingeladen. Bei den World Series of Darts qualifizieren sich die 8 besten Spieler der World Series, sowie die vier bestplatzierten der PDC Order of Merit, welche noch nicht qualifiziert sind. Zusätzlich gibt es 8 Plätze, für die PDC-Spieler eingeladen werden, die während der World Series auf sich aufmerksam gemacht haben.

## Weltmeisterschaften

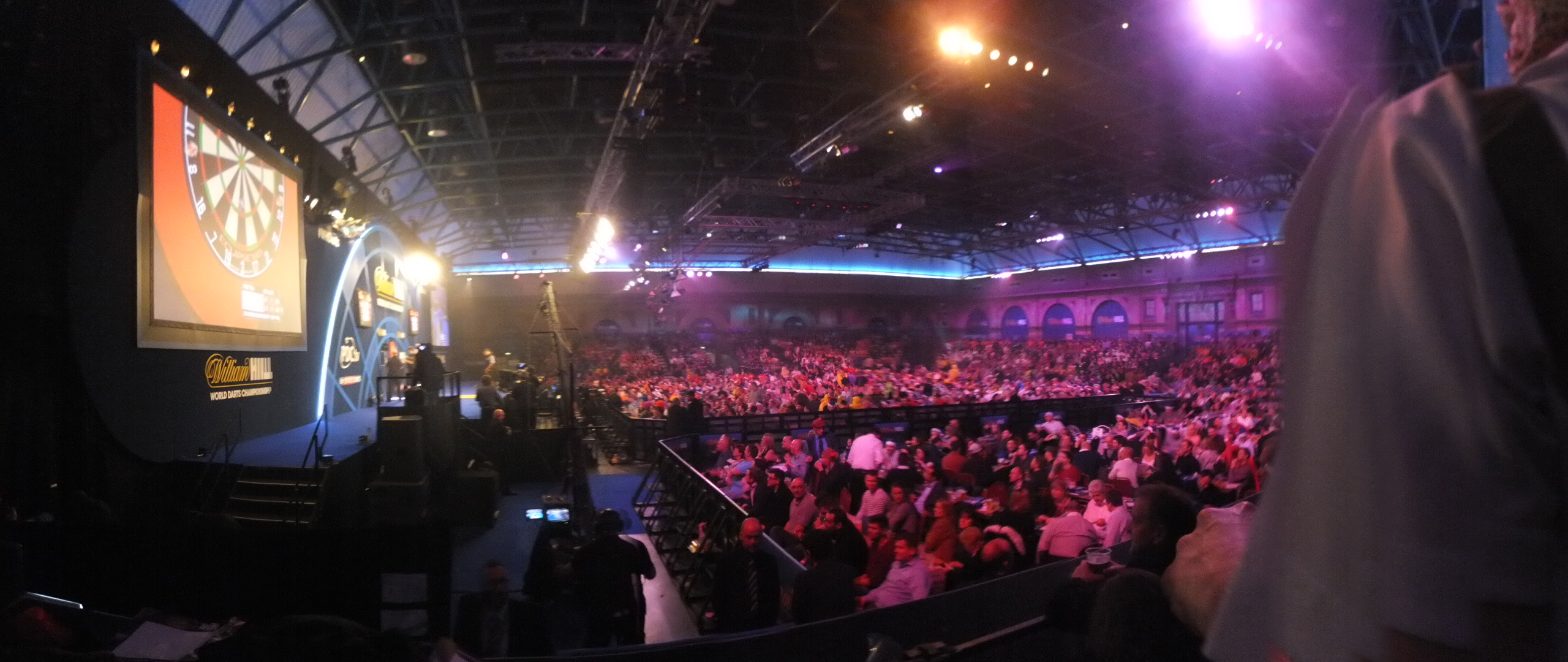
PDC-Weltmeisterschaft 2016

Die Professional Darts Corporation trägt mit ihrer PDC World Darts Championship die wichtigste und prestigeträchtigste Darts-Weltmeisterschaft aus. Daneben gibt es die von der World Darts Federation ausgetragene WDF World Darts Championship, welche als Nachfolger für die ehemalige BDO World Darts Championship gilt. Auch der alle zwei Jahre ausgetragene WDF World Cup weist die Charakteristiken einer Weltmeisterschaft auf.
Alle diese Turniere haben auch Pendants für den Jugendbereich. Auch hier ist die PDC-Variante, die PDC World Youth Championship, die wichtigste und auch die einzige, die getrennt von der Profi-Variante ausgetragen wird.
Ab 2022 wird zudem auch eine Weltmeisterschaft im Seniorenbereich ausgetragen: Die World Seniors Darts Championship, welche vom Darts-Sponsor Modus Darts sowie der Organisation Snooker Legends organisiert wird.

## Bekannte Dartspieler

### PDC Order of Merit (Top 16)
| Rang | Foto | Name                        | Spitzname           | Nation      | Errungenschaften | Preisgeld (Stand: 28. Juli 2025) |
| ---- | ---- | --------------------------- | ------------------- | ----------- | --- | -------------------------------- |
| 1    |      | Luke Humphries (* 1995)     | Cool Hand           | England     | PDC-Weltmeister 2024 World Matchplay Sieger 2024 World Grand Prix Sieger 2023 Grand Slam of Darts Sieger 2023 Players Championship Finals Sieger 2023, 2024 World Masters Sieger 2025 World Cup of Darts Sieger 2024 | £ 1.797.750                      |
| 2    |      | Luke Littler (* 2007)       | The Nuke            | England     | PDC-Weltmeister 2025 (mit 17 Jahren jüngster Weltmeister geschlechterübergreifend) World Matchplay Sieger 2025 Premier League Darts Sieger 2024 Grand Slam of Darts Sieger 2024 UK Open Sieger 2025 World Series of Darts Finals Sieger 2024 | £ 1.500.500                      |
| 3    |      | Michael van Gerwen (* 1989) | Mighty Mike/MvG     | Niederlande | PDC-Weltmeister 2014, 2017, 2019 Premier League Sieger 2013, 2016, 2017, 2018, 2019, 2022, 2023 World Matchplay Sieger 2015, 2016, 2022 World Grand Prix Sieger 2012, 2014, 2016, 2018, 2019, 2022 Grand Slam of Darts Sieger 2015, 2016, 2017 UK Open Sieger 2015, 2016, 2020 European Darts Championship Sieger 2014, 2015, 2016, 2017 Players Championship Finals Sieger 2013, 2015, 2016, 2017, 2019, 2020, 2022 Champions League of Darts Sieger 2019 The Masters Sieger 2015, 2016, 2017, 2018, 2019 World Masters Sieger 2006 World Cup of Darts Sieger 2014, 2017, 2018 World Series of Darts Finals Sieger 2015, 2016, 2017, 2019, 2023 | £ 739.750                        |
| 4    |      | Stephen Bunting (* 1985)    | The Bullet          | England     | The Masters Sieger 2024 BDO-Weltmeister 2014 | £ 620.500                        |
| 5    |      | James Wade (* 1983)         | The Machine         | England     | Premier League Sieger 2009 World Matchplay Sieger 2007 World Grand Prix Sieger 2007, 2010 UK Open Sieger 2008, 2011, 2021 European Darts Championship Sieger 2018 The Masters Sieger 2014 World Series of Darts Finals Sieger 2018 Championship League Darts Sieger 2011 | £ 611.750                        |
| 6    |      | Gerwyn Price (* 1985)       | The Iceman          | Wales       | PDC-Weltmeister 2021 World Grand Prix Sieger 2020 Grand Slam of Darts Sieger 2018, 2019, 2021 World Cup of Darts Sieger 2020, 2023 World Series of Darts Finals Sieger 2020, 2022 | £ 533.000                        |
| 7    |      | Chris Dobey (* 1990)        | Hollywood           | England     | The Masters Sieger 2023 | £ 520.500                        |
| 8    |      | Jonny Clayton (* 1974)      | The Ferret          | Wales       | Premier League Sieger 2021 World Grand Prix Sieger 2021 The Masters Sieger 2021 World Cup of Darts Sieger 2020, 2023 World Series of Darts Finals Sieger 2021 | £ 513.750                        |
| 9    |      | Rob Cross (* 1990)          | Voltage             | England     | PDC-Weltmeister 2018 World Matchplay Sieger 2019 European Darts Championship Sieger 2019, 2021 | £ 505.500                        |
| 10   |      | Damon Heta (* 1987)         | The Heat            | Australien  | World Cup of Darts Sieger 2022 | £ 510.000                        |
| 11   |      | Josh Rock (* 2001)          | Rocky               | Nordirland  | World Cup of Darts Sieger 2025 | £ 481.750                        |
| 12   |      | Gary Anderson (* 1970)      | The Flying Scotsman | Schottland  | PDC-Weltmeister 2015, 2016 Premier League Sieger 2011, 2015 World Matchplay Sieger 2018 UK Open Sieger 2018 Players Championship Finals Sieger 2014 World Cup of Darts Sieger 2019 Champions League of Darts Sieger 2018 | £ 475.750                        |
| 13   |      | Dave Chisnall (* 1980)      | Chizzy              | England     | siebenmaliger Major-Finalist höchstplatzierter Spieler ohne Major-Titel | £ 468.250                        |
| 14   |      | Ross Smith (* 1989)         | Smudger             | England     | European Darts Championship Sieger 2022 | £ 456.750                        |
| 15   |      | Danny Noppert (* 1990)      | The Freeze          | Niederlande | UK Open Sieger 2022 | £ 446.500                        |
| 16   |      | Peter Wright (* 1970)       | Snakebite           | Schottland  | PDC-Weltmeister 2020, 2022 World Matchplay Sieger 2021 UK Open Sieger 2017 European Championship Sieger 2020, 2023 Players Championship Finals Sieger 2021 The Masters Sieger 2020 World Cup of Darts Sieger 2019, 2021 | £ 442.000                        |

### Weitere Spieler

#### Weltmeister
| Foto | Name                           | Spitzname                             | Nation      | Errungenschaften |
| --- | ------------------------------ | ------------------------------------- | ----------- | --- |
| | Martin Adams (* 1956)          | Wolfie                                | England     | BDO-Weltmeister 2007, 2010, 2011 World Masters Sieger 2008–2010 |
| | Bob Anderson (* 1947)          | The Limestone Cowboy                  | England     | BDO-Weltmeister 1988 World Masters Sieger 1986–1988 |
| | Lisa Ashton (* 1970)           | The Lancashire Rose                   | England     | BDO-Weltmeisterin 2014, 2015, 2017, 2018 hat sich als einzige Frau eine PDC-Pro-Tour-Card über die Q-School erspielt (2020, sonst nur Vergabe über die einmalige PDC Women’s World Darts Championship 2010) |
| | Raymond van Barneveld (* 1967) | Barney/The Man                        | Niederlande | BDO-Weltmeister 1998, 1999, 2003, 2005 PDC-Weltmeister 2007 Premier League Sieger 2014 Grand Slam of Darts Sieger 2012 |
| | Steve Beaton (* 1964)          | The Bronzed Adonis/Magnum             | England     | BDO-Weltmeister 1996 World Masters Sieger 1993 Spieler mit den meisten Teilnahmen an einer Weltmeisterschaft (33) |
| | Eric Bristow (1957–2018)       | The Crafty Cockney                    | England     | BDO-Weltmeister 1980, 1981, 1984–1986 World Masters Sieger 1977, 1979, 1981, 1983, 1984 News of the World Championship Sieger 1983, 1984 |
| | Richie Burnett (* 1967)        | The Prince of Wales                   | Wales       | BDO-Weltmeister 1995 World Masters Sieger 1994 |
| | Keith Deller (* 1959)          | The Fella/Milky Bar Kid/The Delboy    | England     | BDO-Weltmeister 1983 |
| | Glen Durrant (* 1970)          | Duzza                                 | England     | BDO-Weltmeister 2017–2019 Premier League Sieger 2020 World Masters Sieger 2015, 2016 |
| | Andy Fordham (1962–2021)       | The Viking                            | England     | BDO-Weltmeister 2004 World Masters Sieger 1999 |
| | Beau Greaves (* 2004)          | Beau 'n' Arrow                        | England     | WDF-Weltmeisterin Siegerin 2022–2024 (jüngste Weltmeisterin der Damen) Women's World Matchplay Siegerin 2023, 2024 Gewann als erste Frau ein Turnier auf der PDC Development Tour (2024) |
| | Trina Gulliver (* 1969)        | Golden Girl                           | England     | BDO-Weltmeisterin 2001–2007, 2010, 2011, 2016 World Masters Siegerin 2000 2002–2005, 2016 |
| | Ted Hankey (* 1968)            | The Count                             | England     | BDO-Weltmeister 2000, 2009 |
| | Jelle Klaasen (* 1984)         | The Cobra/The Matador/Jelle de Snelle | Niederlande | BDO-Weltmeister 2006 (jüngster Lakeside-Weltmeister der Herren) |
| | Adrian Lewis (* 1985)          | Jackpot                               | England     | PDC-Weltmeister 2011, 2012 UK Open Sieger 2014 European Darts Championship Sieger 2013 World Cup of Darts Sieger 2012, 2013, 2015, 2016 |
| | John Lowe (* 1945)             | Old Stoneface                         | England     | BDO-Weltmeister 1979, 1987, 1993 (hat als erster Spieler in drei Dekaden WM-Titel gewonnen und den ersten Neun-Darter im Fernsehen geworfen) World Masters Sieger 1976, 1980 |
| | John Part (* 1966)             | Darth Maple                           | Kanada      | BDO-Weltmeister 1994 PDC-Weltmeister 2003, 2008 Las Vegas Desert Classic Sieger 2006 |
| | Dennis Priestley (* 1950)      | The Menace                            | England     | BDO-Weltmeister 1991 PDC-Weltmeister 1994 World Masters Sieger 1992 |
| | Leighton Rees (1940–2003)      | Marathon Man                          | Wales       | BDO-Weltmeister 1978 (erster Weltmeister) |
| | Michael Smith (* 1990)         | Bully Boy                             | England     | PDC-Weltmeister 2023 Grand Slam of Darts Sieger 2022 World Cup of Darts Sieger 2024 |
| | Phil Taylor (* 1960)           | The Power/The Crafty Potter           | England     | BDO-Weltmeister 1990, 1992 PDC-Weltmeister 1995–2002, 2004–2006, 2009, 2010, 2013 (Rekordweltmeister; der zweite Spieler, der Weltmeistertitel in drei Dekaden gewann) Premier League Sieger 2005–2008, 2010, 2012 World Matchplay Sieger 1995, 1997, 2000–2002, 2004–2006, 2008–2014, 2017 World Grand Prix Sieger 1998–2000, 2002, 2003, 2005, 2006, 2008, 2009, 2011, 2013 |
| | John Walton (* 1961)           | John Boy                              | England     | BDO-Weltmeister 2001 World Masters Sieger 2000 |
| | Mark Webster (* 1983)          | The Spider/Webby                      | Wales       | BDO-Weltmeister 2008 |
| | Jocky Wilson (1950–2012)       | Jocky                                 | Schottland  | BDO-Weltmeister 1982, 1989 |
| Weitere Weltmeister: Andy Baetens, Tony David, Anastasia Dobromyslova, Neil Duff, Shane McGuirk, Francis Hoenselaar, Christian Kist, Scott Mitchell, Mikuru Suzuki, Scott Waites, Les Wallace, Wayne Warren |                                |                                       |             | |

#### Deutschsprachige PDC Tour Card-Holder
| Rang   | Foto | Name                           | Spitzname             | PDC Tour Card seit | Errungenschaften | Preisgeld (Stand: 28. Juli 2025) |
| ------ | ---- | ------------------------------ | --------------------- | ------------------ | --- | -------------------------------- |
| 17 1   |      | Martin Schindler (* 1996)      | The Wall              | 2017               | hinsichtlich gewonnener Profiturniere (bislang vier) und bester Weltranglistenposition erfolgreichster deutscher Spieler der PDC dritter Deutscher, der ein PDC-Profiturnier gewinnen konnte (International Darts Open 2024) PDC-Junioren-Weltmeisterschaft Finalist 2018 erster Deutscher, der bei einem PDC-Major-Turnier auf Platz eins der Setzliste stand (European Darts Championship 2024) | £ 416.500                        |
| 28 2   |      | Ricardo Pietreczko (* 1994)    | Pikachu               | 2022               | zweiter Deutscher, der ein PDC-Profiturnier gewinnen konnte (German Darts Championship 2023) | £ 314.500                        |
| 39 3   |      | Gabriel Clemens (* 1983)       | The German Giant/Gaga | 2018               | PDC-Weltmeisterschaft Halbfinalist 2023 German Darts Masters Finalist 2019 mehrfacher Players-Championships-Finalist | £ 194.250                        |
| 51 4   |      | Florian Hempel (* 1990)        |                       | 2021               | PDC-WM-Teilnehmer 2022–2025 | £ 108.750                        |
| 63 1   |      | Mensur Suljović (* 1972)       | The Gentle            | 2011               | Champions League of Darts Sieger 2017 World Matchplay Finalist 2018 European Darts Championship Finalist 2016 World Cup of Darts Finalist 2021, 2024 | £ 84.750                         |
| 70 5   |      | Niko Springer (* 2000)         | Meenzer Bub           | 2025               | PDC-WM-Teilnehmer 2025 Finalist auf der European Tour | £ 43.750                         |
| 78 6   |      | Lukas Wenig (* 1994)           | Luu                   | 2024               | | £ 35.500                         |
| 96 7   |      | Dominik Grüllich (* 2002)      |                       | 2025               | Players-Championships-Finalist | £ 23.250                         |
| 101 8  |      | Max Hopp (* 1996)              | Maximiser             | 2025               | PDC-Junioren-Weltmeister 2015 erster Deutscher, der ein PDC-Profiturnier gewinnen konnte (German Darts Open 2018) | £ 20.750                         |
| 111 9  |      | Leon Weber (* 2002)            |                       | 2025               | | £ 12.000                         |
| 118 10 |      | Tim Wolters (* 1995)           |                       | 2024               | | £ 8.500                          |
| 122 11 |      | Maximilian Czerwinski (* 1998) | Gurke                 | 2025               | | £ 7.500                          |
| 122 2  |      | Rusty-Jake Rodriguez (* 2000)  | RJR #3                | 2025               | PDC-WM-Teilnehmer 2022, 2024 | £ 7.500                          |
| 144 13 |      | Kai Gotthardt (* 1995)         | The Tunnel            | 2025               | PDC-WM-Teilnehmer 2025 | £ 4.000                          |

#### Sonstige
| Foto | Name                           | Spitzname                             | Nation      | Errungenschaften |
| ---- | ------------------------------ | ------------------------------------- | ----------- | --- |
|      | Nathan Aspinall (* 1991)       | The Asp                               | England     | World Matchplay Sieger 2023 UK Open Sieger 2019 |
|      | Ronnie Baxter (* 1961)         | The Rocket                            | England     | BDO-Vizeweltmeister 1999, 2000 World Matchplay Finalist 1998 World Masters Finalist 1997 |
|      | Dimitri Van den Bergh (* 1994) | The Dreammaker                        | Belgien     | World Matchplay Sieger 2020 UK Open Sieger 2024 |
|      | Joe Cullen (* 1989)            | The Rockstar                          | England     | The Masters Sieger 2022 Premier League Darts Finalist 2022 |
|      | Brendan Dolan (* 1973)         | The History Maker/Armageddon          | Nordirland  | World Grand Prix Finalist 2011 erster Spieler, der ein nine dart finish beim Modus Double in-Double out vollendete (vor Kameras) |
|      | Mark Dudbridge (* 1973)        | The Flash                             | England     | PDC-Vizeweltmeister 2005 World Masters Sieger 2002 |
|      | Dirk van Duijvenbode (* 1992)  | The Titan                             | Niederlande | World Grand Prix Finalist 2020 World Series of Darts Finals Finalist 2022 |
|      | Andrew Gilding (* 1970)        | Goldfinger                            | England     | UK Open Sieger 2023 |
|      | Daryl Gurney (* 1986)          | Superchin/The Dude                    | Nordirland  | World Grand Prix Sieger 2017 Players Championship Finals Sieger 2018 World Cup of Darts Sieger 2025 |
|      | John Henderson (* 1973)        | The Highlander/Hendo/Big John         | Schottland  | World Cup of Darts Sieger 2021 Senioren-Weltmeister 2024 |
|      | Mervyn King (* 1966)           | The King                              | England     | World Masters Sieger 2004, mehrfacher PDC-Major Finalist |
|      | Andreas Kröckel (* 1965)       | Andy                                  | Deutschland | Deutscher Rekordnationalspieler |
|      | Paul Lim (* 1954)              | The Singapore Slinger                 | Singapur    | Warf den ersten 9-Darter bei einer Weltmeisterschaft bisher ältester Teilnehmer einer Weltmeisterschaft (WDF 2024) |
|      | Colin Lloyd (* 1973)           | Jaws                                  | England     | World Grand Prix Sieger 2004 World Matchplay Sieger 2005 |
|      | Peter Manley (* 1962)          | One Dart                              | England     | Las Vegas Desert Classic Sieger 2003 PDC-Vizeweltmeister 1999, 2002, 2006 World Matchplay Finalist 1999 |
|      | Wayne Mardle (* 1973)          | Hawaii 501                            | England     | PDC-Weltmeisterschaft Halbfinalist 2004–2006, 2008 World Matchplay Finalist 2003 Las Vegas Desert Classic Finalist 2004, 2005 Kommentator und Experte bei Sky Sports England                                                              |
|      | Kevin Münch (* 1988)           | The Dragon                            | Deutschland | |
|      | Kevin Painter (* 1967)         | The Artist                            | England     | Players Championship Finals Sieger 2011 PDC-Vizeweltmeister 2004 |
|      | Roland Scholten (* 1965)       | The Tripod                            | Niederlande | UK Open Sieger 2004 ehemaliger Kommentator und Experte bei DSF |
|      | Ryan Searle (* 1987)           | Heavy Metal                           | England     | Players Championship Finals Finalist 2021 |
|      | Tomas Seyler (1974–2024)       | Shorty                                | Deutschland | Deutscher Meister 2001, 2003, 2004, erster deutscher WM-Teilnehmer (zusammen mit Andree Welge) Kommentator und Experte bei Sport1 und DAZN                                                                                                |
|      | Fallon Sherrock (* 1994)       | Queen of the Palace                   | England     | BDO-Vizeweltmeisterin 2015 Women’s World Matchplay Siegerin 2022 hat als erste Spielerin ein Match gegen einen Mann bei einer PDC-Weltmeisterschaft gewonnen hat als erste Frau einen 9-Darter bei der PDC geworfen (Challenge Tour 2023) |
|      | José de Sousa (* 1974)         | The Special One                       | Portugal    | Grand Slam of Darts Sieger 2020 |
|      | Robert Thornton (* 1967)       | The Thorn                             | Schottland  | World Grand Prix Sieger 2015 UK Open Sieger 2012 World Masters Sieger 2007 Senioren-Weltmeister 2022, 2023 |
|      | Vincent van der Voort (* 1975) | The Dutch Destroyer/Greased Lightning | Niederlande | UK Open Finalist 2006 |
|      | Andree Welge (* 1972)          | Raquel                                | Deutschland | Deutscher Meister 2002, 2008 |
|      | Simon Whitlock (* 1969)        | The Wizard                            | Australien  | PDC-Vizeweltmeister 2010 European Darts Championship Sieger 2012 World Cup of Darts Sieger 2022 |

## Medien
Sport1 überträgt die großen Turniere wie die Weltmeisterschaft oder die Premier League live. Im Januar 2022 wurde bekannt gegeben, dass sich Sport1 bis einschließlich 2026 die Rechte an der Übertragung der Dart-Veranstaltungen und -turniere gesichert hat.
Das Pendant dazu ist der Streaming-Dienst DAZN, der sich ebenfalls ein umfassendes Rechtepaket sichern konnte und DAZN-Abonnenten alle Major-Turniere sowie sämtliche Turniere der European Tour live im Stream verfolgen können.
Die PDC überträgt ihre Turniere auch über den eigenen Streamingdienst pdc.tv. Wegen exklusiver Übertragungsrechte sind dort bestimmte Turniere in bestimmten Ländern gesperrt. Im deutschsprachigen Raum kann man dort u. a. Teile der Players Championships, der Women’s Series und die Nebenbühnen der UK Open sehen.
Die WDF streamt viele ihrer Turniere über YouTube.

## Akademisches
Der Brite Patrick Chaplin promovierte an der Anglia Ruskin University in Cambridge mit dem Thema Darts in England 1900–1939 – A social history und bekam dafür 2007 einen Doktortitel in Sozialgeschichte zum Thema Darts verliehen. Chaplins Schaffen beschäftigt sich hauptsächlich mit den sozialgeschichtlichen Spuren des Dartspielens.